# Dekanat Freyung-Grafenau
Das Dekanat Freyung-Grafenau ist eines von 10 Dekanaten im römisch-katholischen Bistum Passau.
Es umfasst den Landkreis Freyung-Grafenau. Es grenzt im Osten an das Bistum Budweis (Tschechien) und das Bistum Linz (Österreich), im Süden an das Dekanat Hauzenberg und im Westen an das Dekanat Vilshofen, Dekanat Osterhofen und Dekanat Regen.
Vierzig Pfarreien und zwei Exposituren wurden 2012 zu vierzehn Pfarrverbänden zusammengeschlossen. 
Dekan ist Kajetan Steinbeißer, Pfarrer des Pfarrverband Grafenau, Prodekan Bruno Pöppel, Pfarrer des Pfarrverbands Waldkirchen.

## Gliederung
Sortiert nach Pfarrverbänden werden die Pfarreien genannt, alle zu einer Pfarrei gehörigen Exposituren, Benefizien und Filialen werden nach der jeweiligen Pfarrei aufgezählt, danach folgen Kapellen, Klöster und Wallfahrtskirchen. Weiterhin werden auch die Einzelpfarreien am Ende aufgelistet.

### Pfarrverbände

#### Pfarrverband: Freyung
- Pfarrei St. Mariä Himmelfahrt (Freyung)
- Pfarrei St. Anna (Kreuzberg)
- Pfarrei St. Michael (Ringelai)

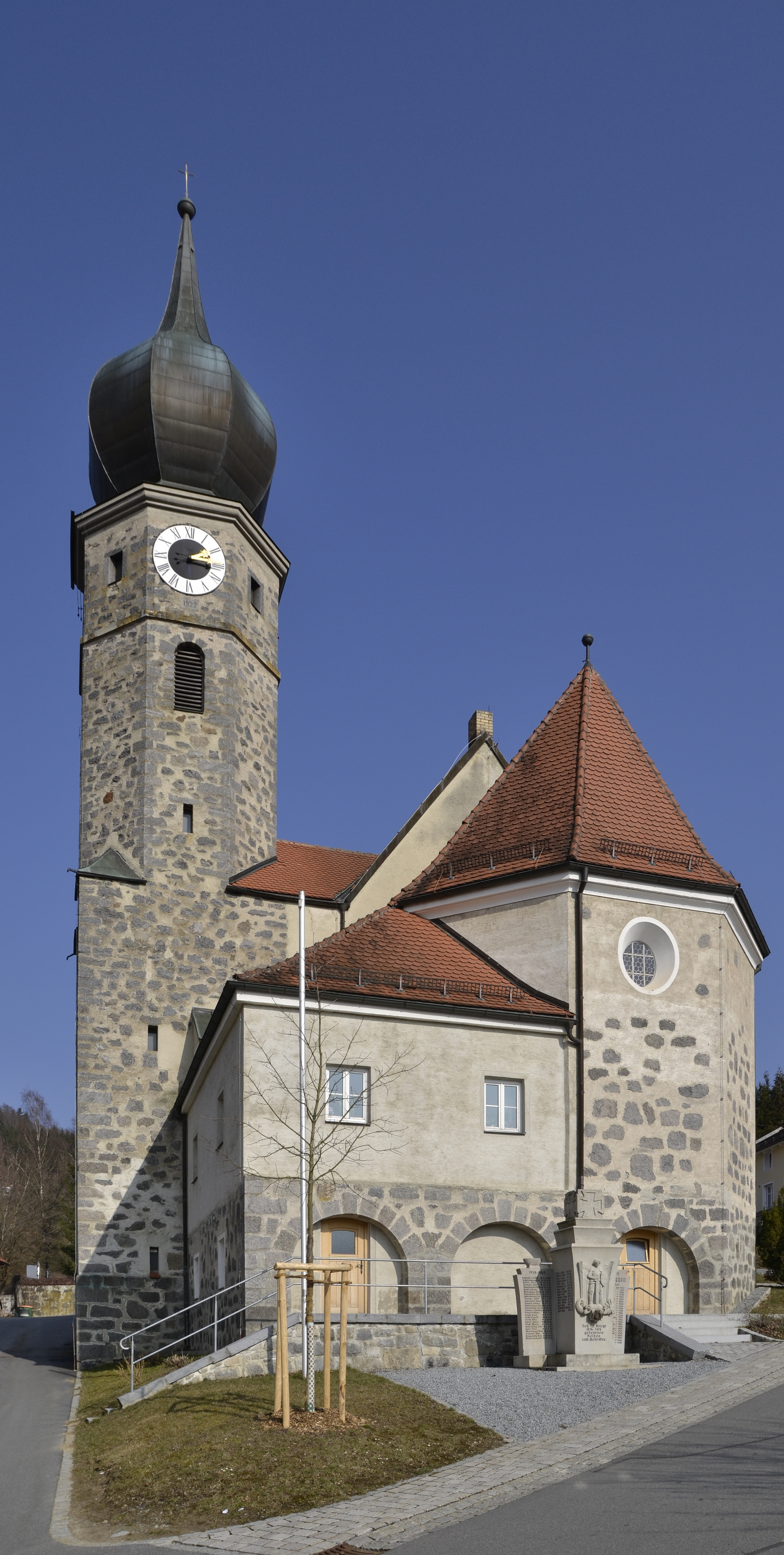
St. Michael

#### Pfarrverband: Grafenau
- Pfarrei Mariä Himmelfahrt (Grafenau) mit Spitalkirche, Hl. Dreifaltigkeit, St. Katharina Bärnstein, Hl. Dreifaltigkeit Frauenberg, Maria Unbefleckte Empfängnis, Großarmschlag, Hl. Herz Jesu, Neudorf
- Pfarrei St. Oswald (Sankt Oswald) mit St. Maria im Wald (Waldhäuser)
- Expositur St. Anna (Neuschönau)

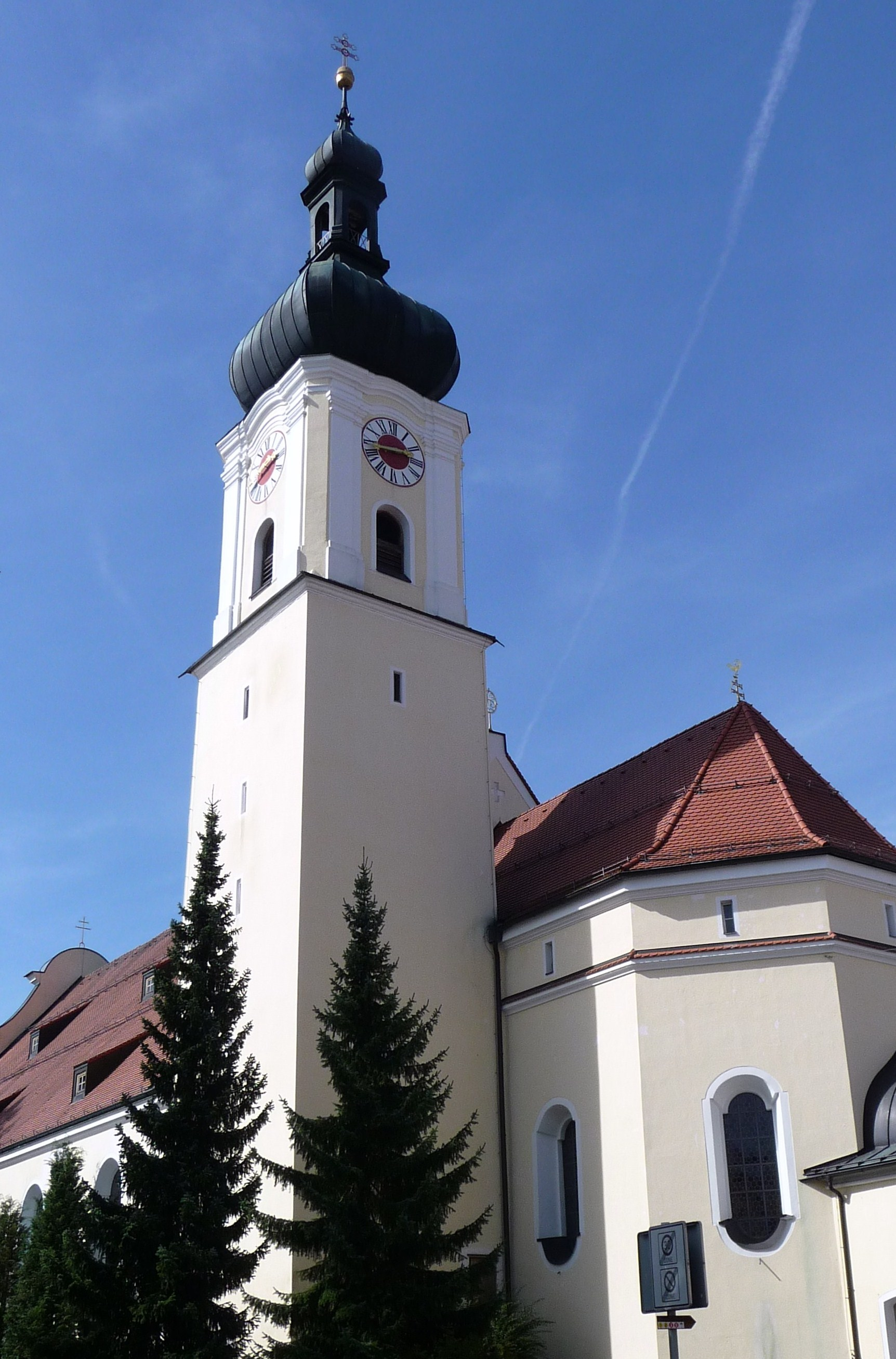
Mariä Himmelfahrt
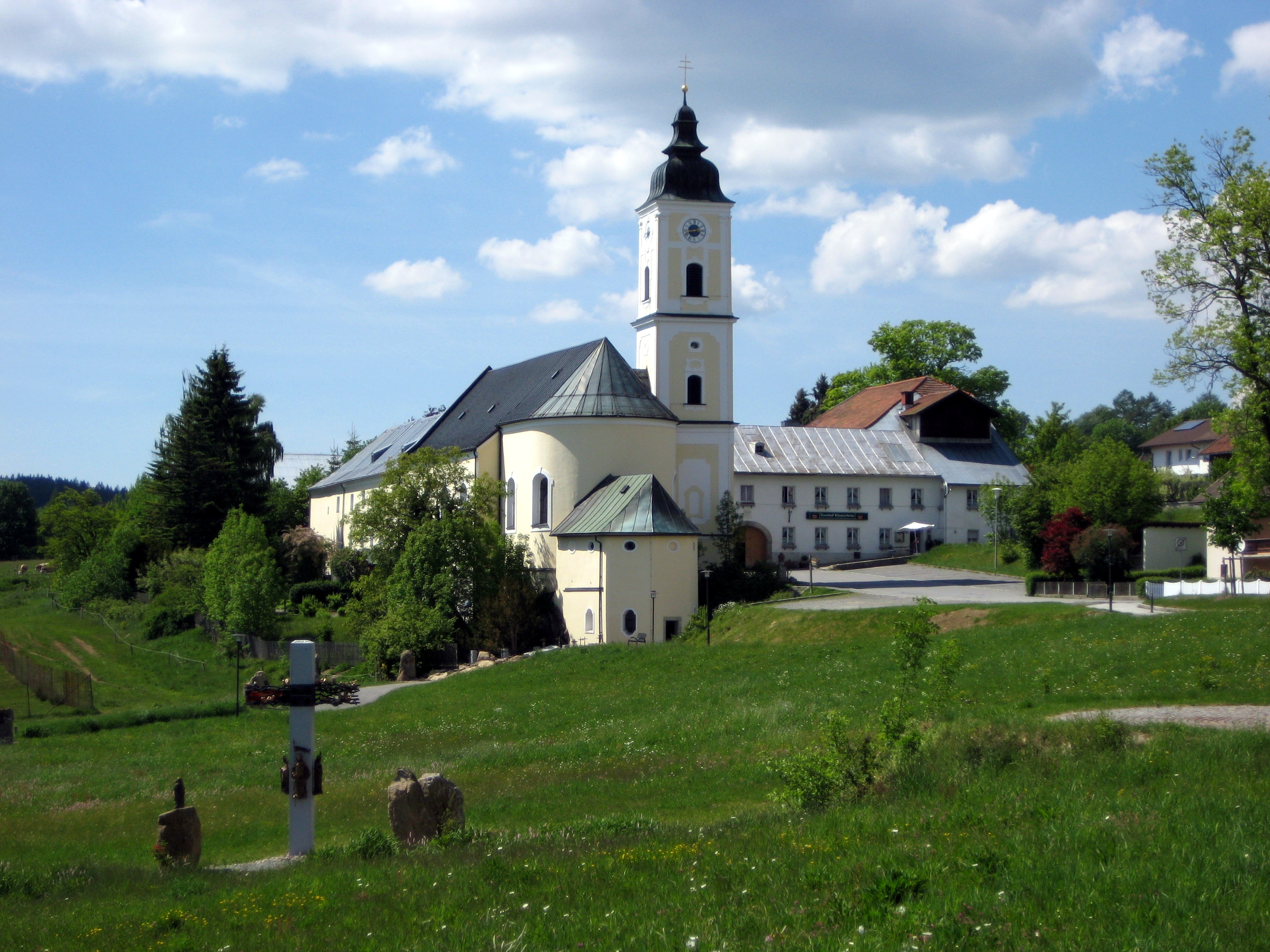
St. Oswald
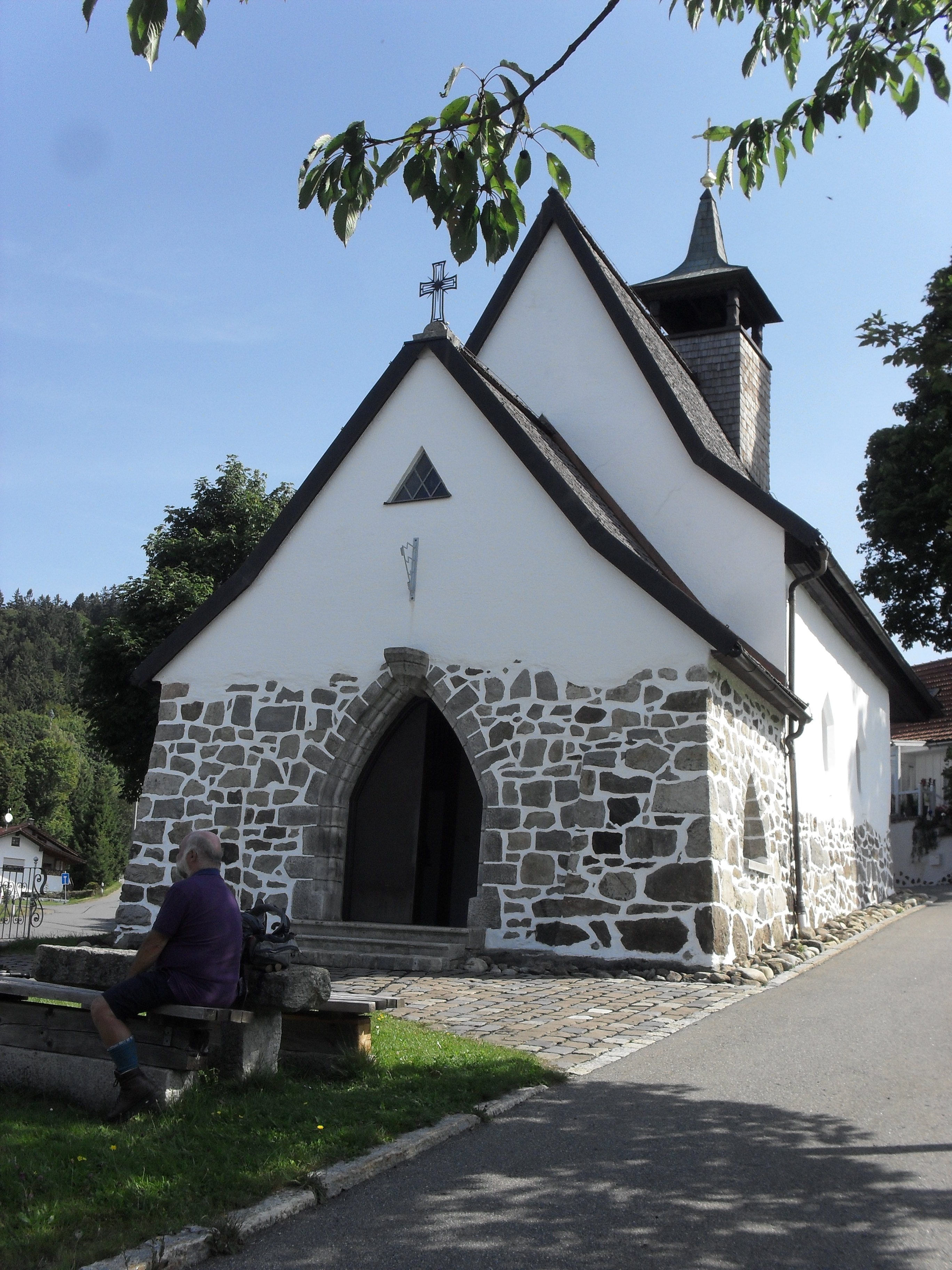
St. Maria im Wald
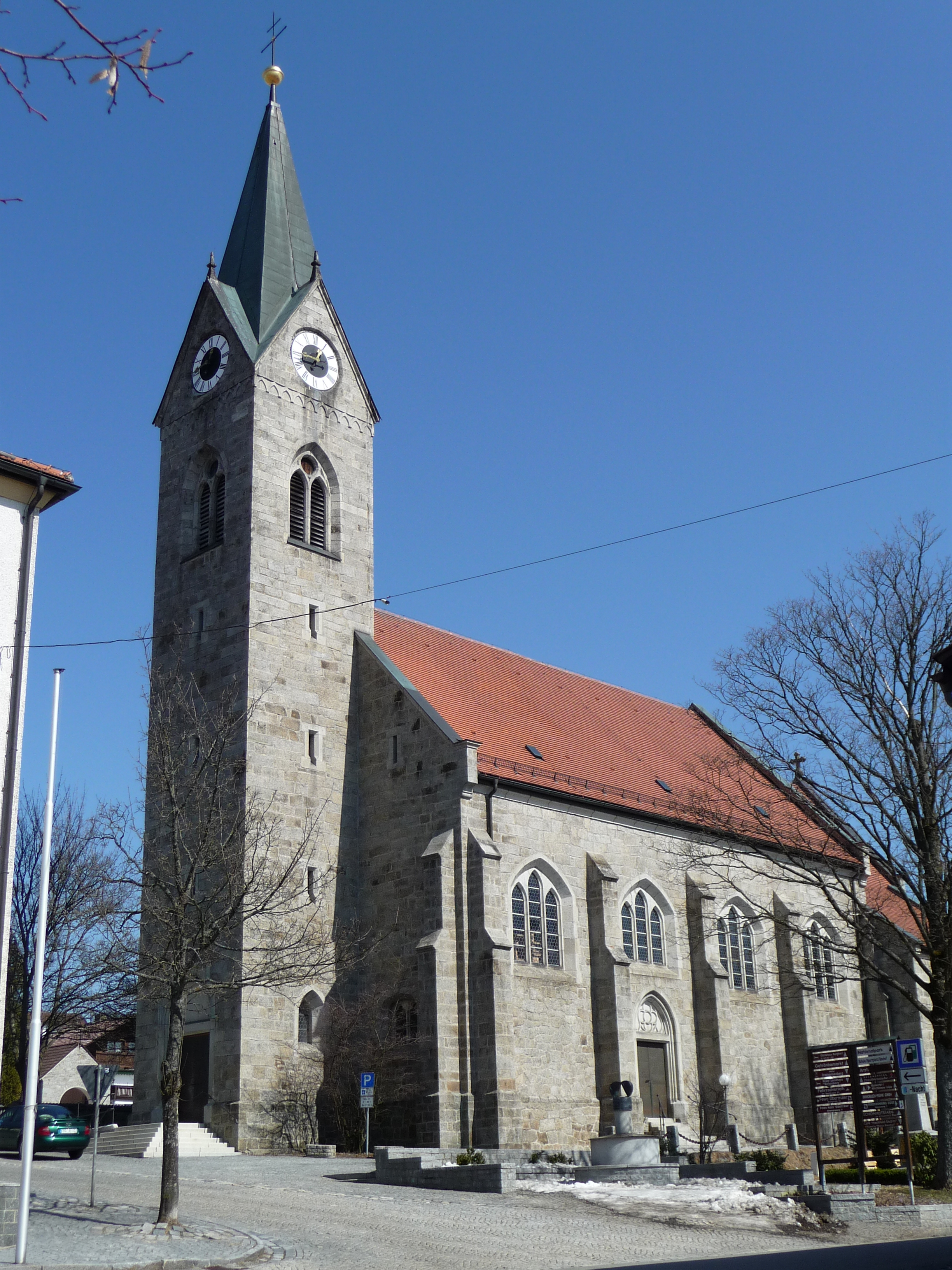
St. Anna

#### Pfarrverband: Grainet
- Pfarrei Heiligste Dreifaltigkeit (Grainet), St. Nikolaus (Grainet), St. Florian, Fürholz, St. Johannes Nepomuk Leopoldsreut
- Pfarrei St. Oswald (Herzogsreut)
- Pfarrei Christus dem Auferstandenen (Hinterschmiding)

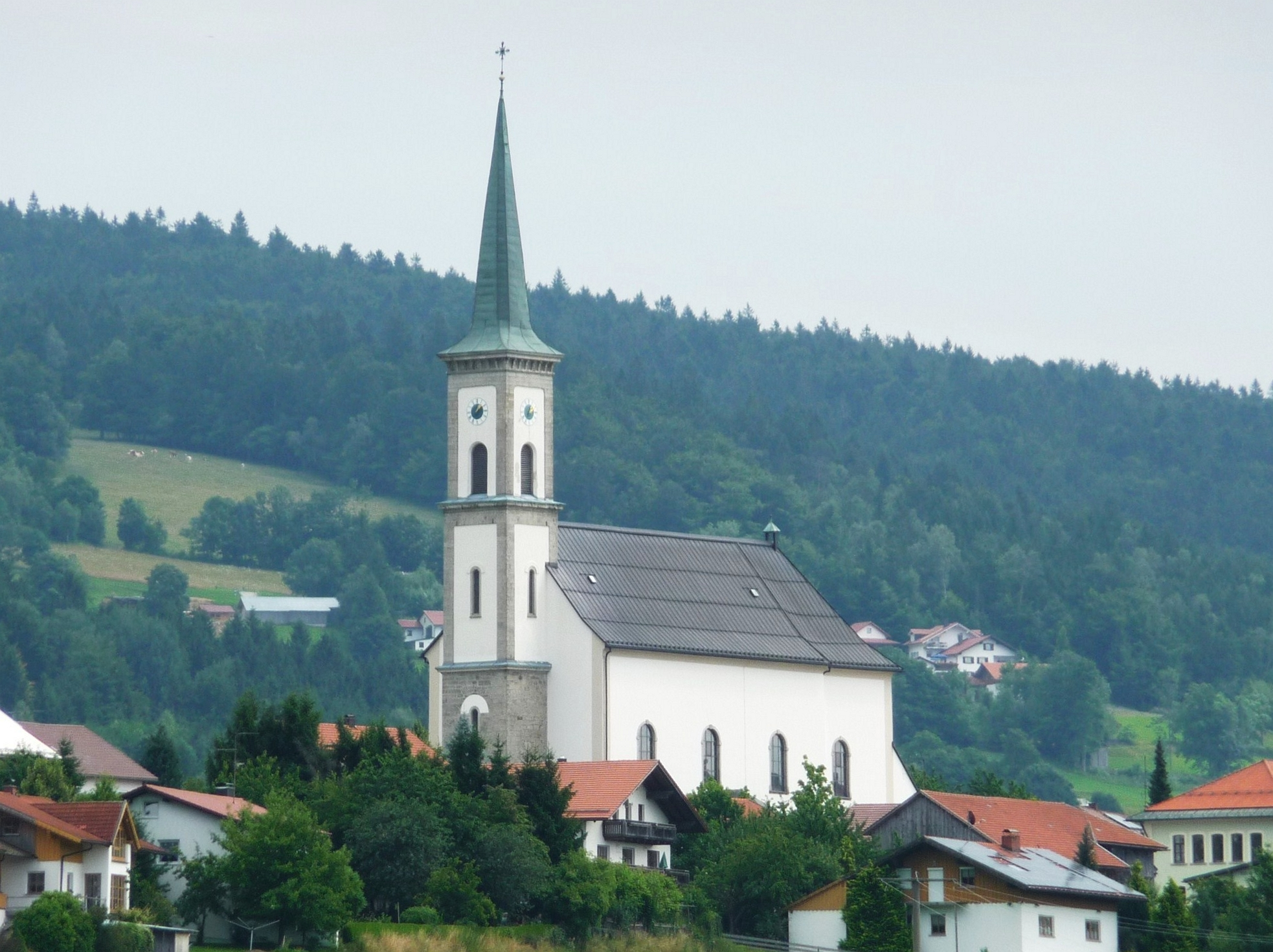
Heiligste Dreifaltigkeit
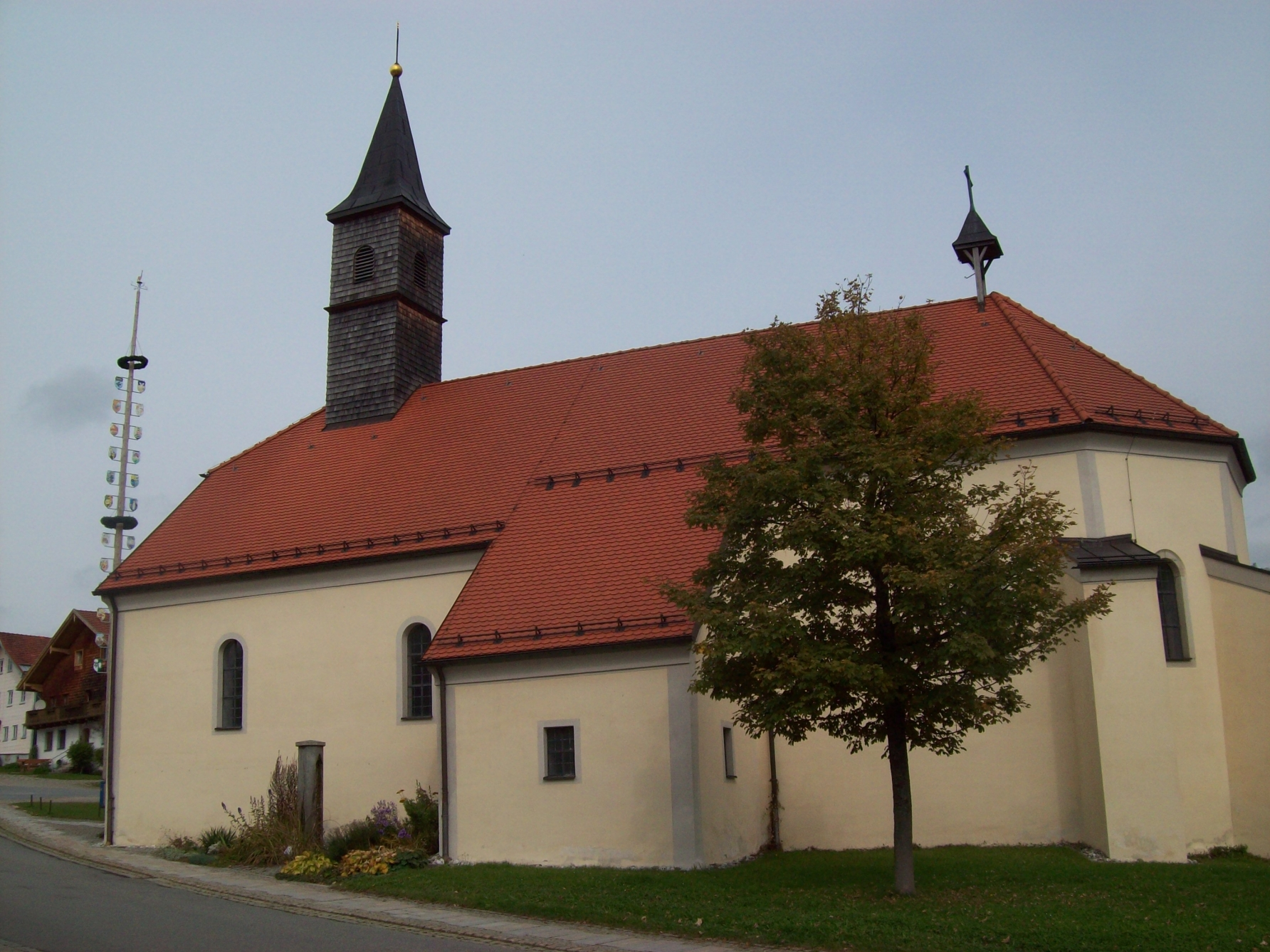
Nikolauskirche
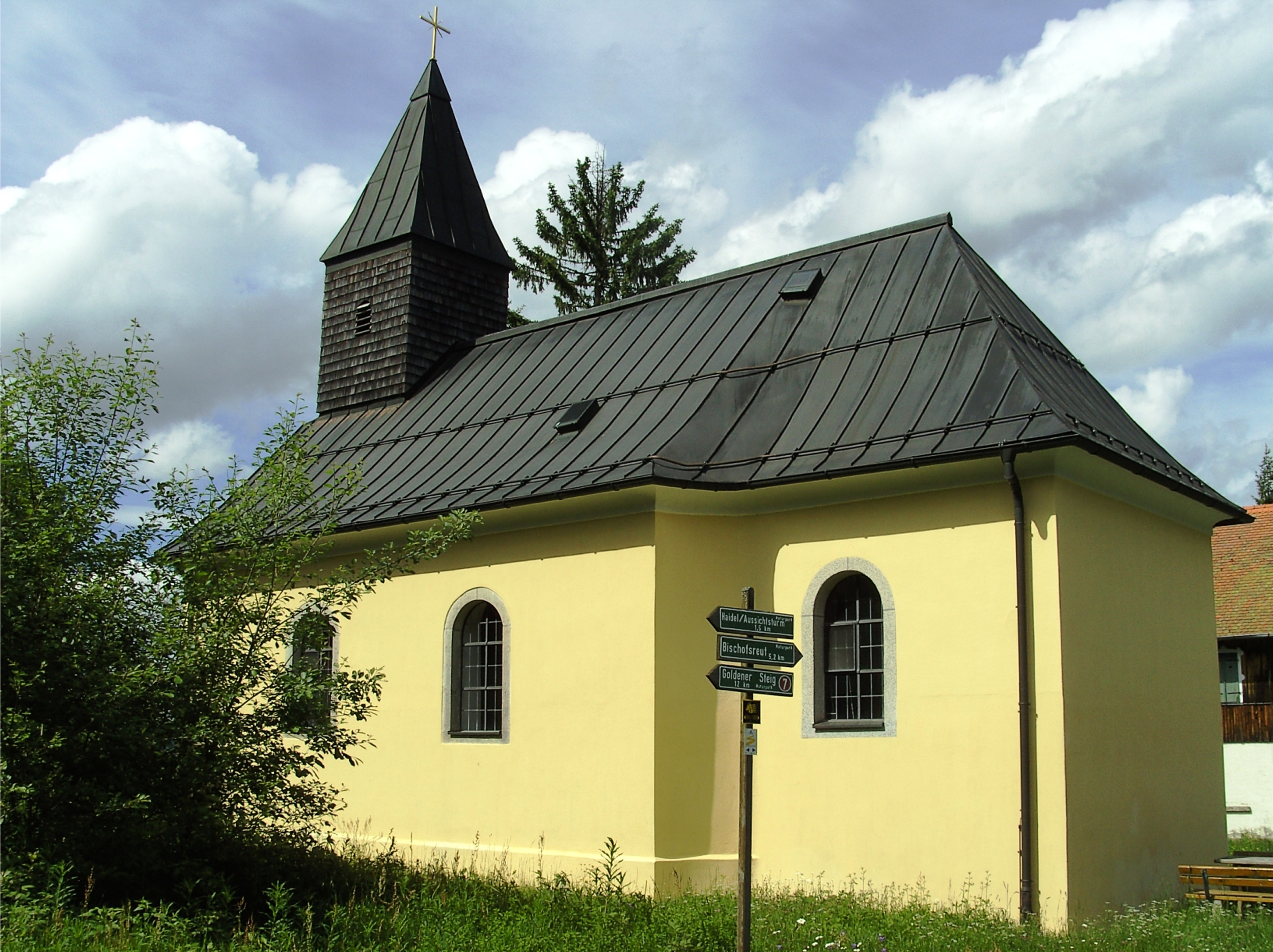
St. Johannes Nepomuk
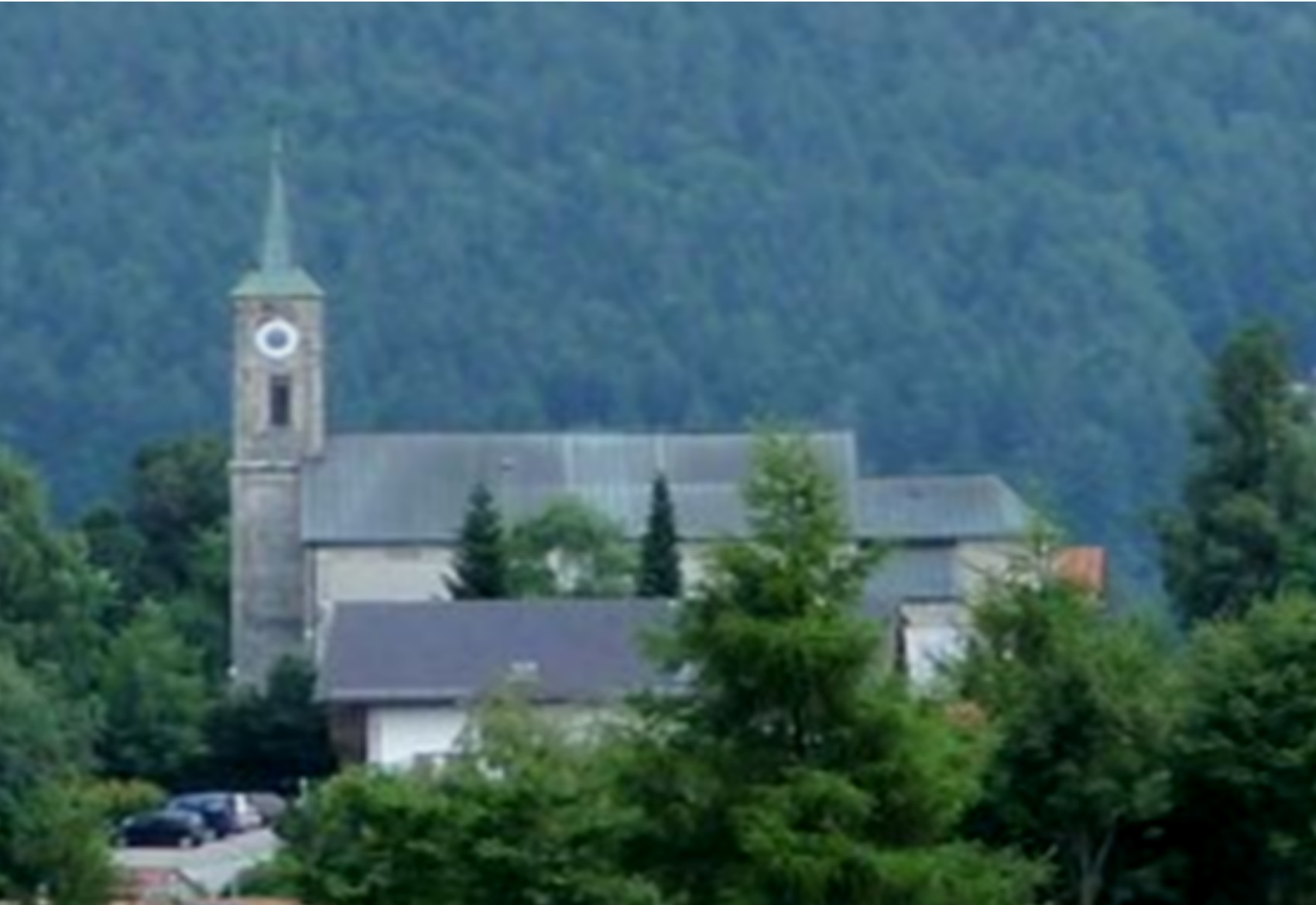
St. Oswald
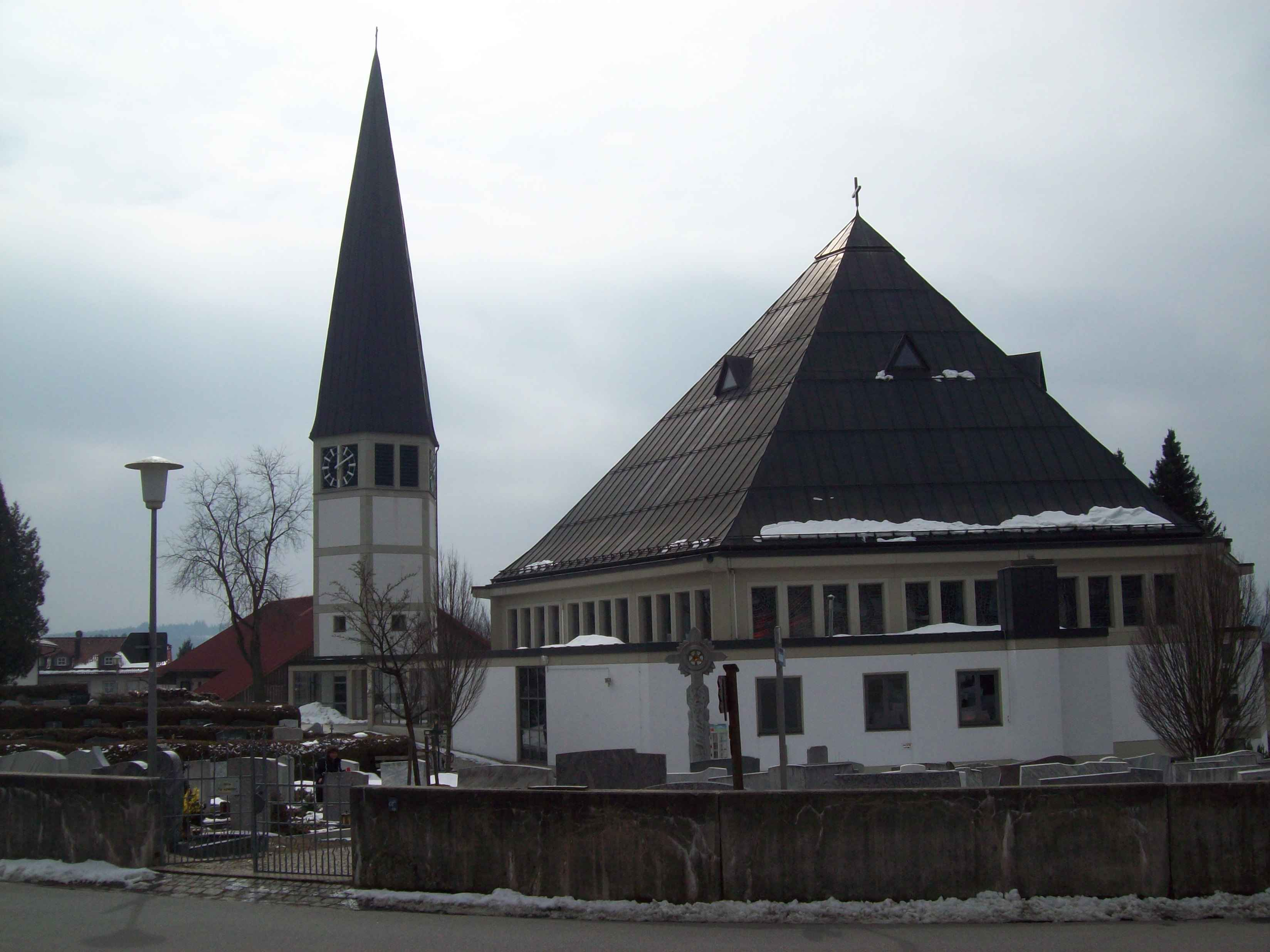
Christus der Auferstandene

#### Pfarrverband: Haus im Wald-Preying
- Pfarrei Hl. Herz-Jesu (Haus im Wald)
- Pfarrei St. Brigida (Preying)

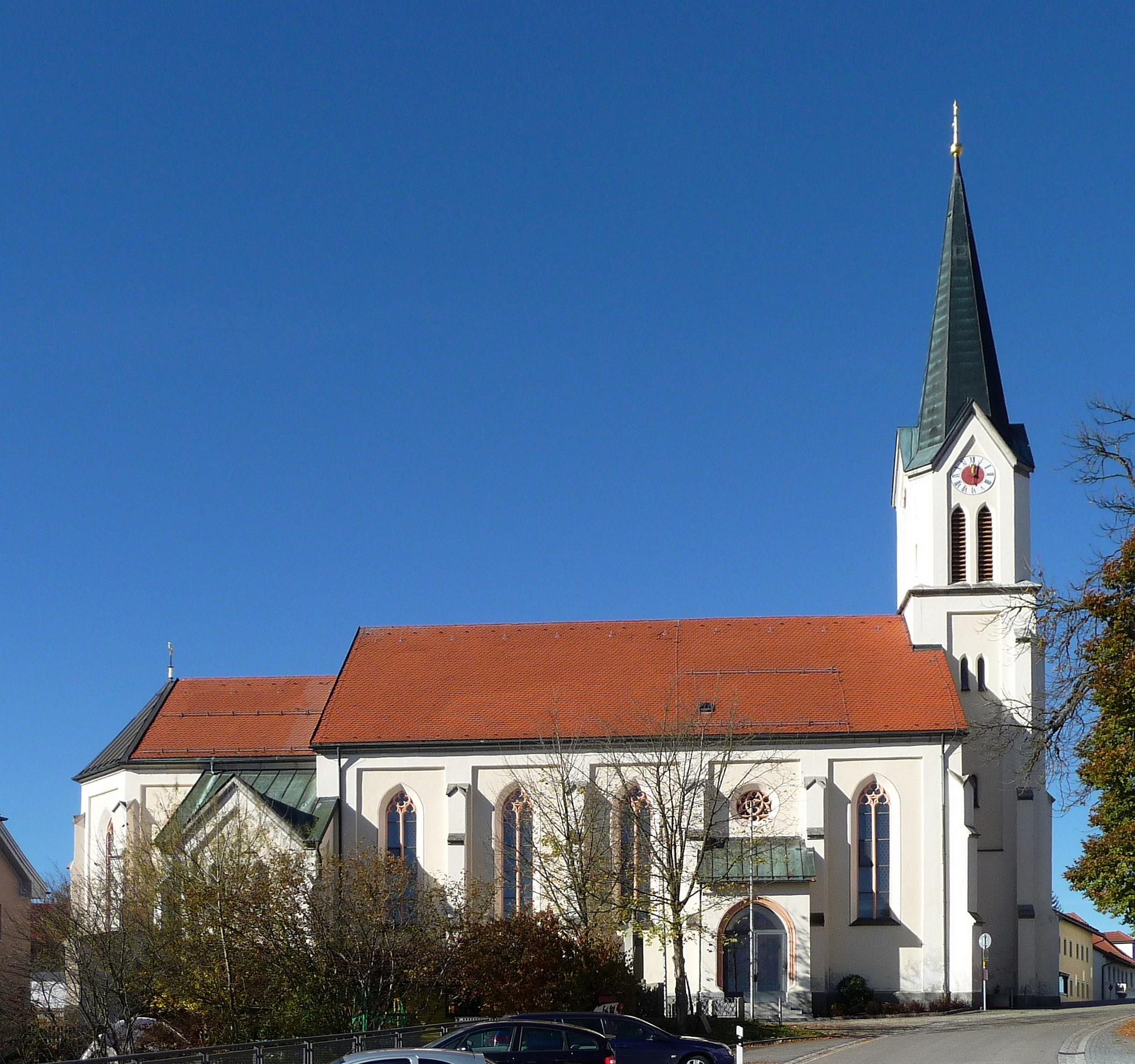
Herz-Jesu
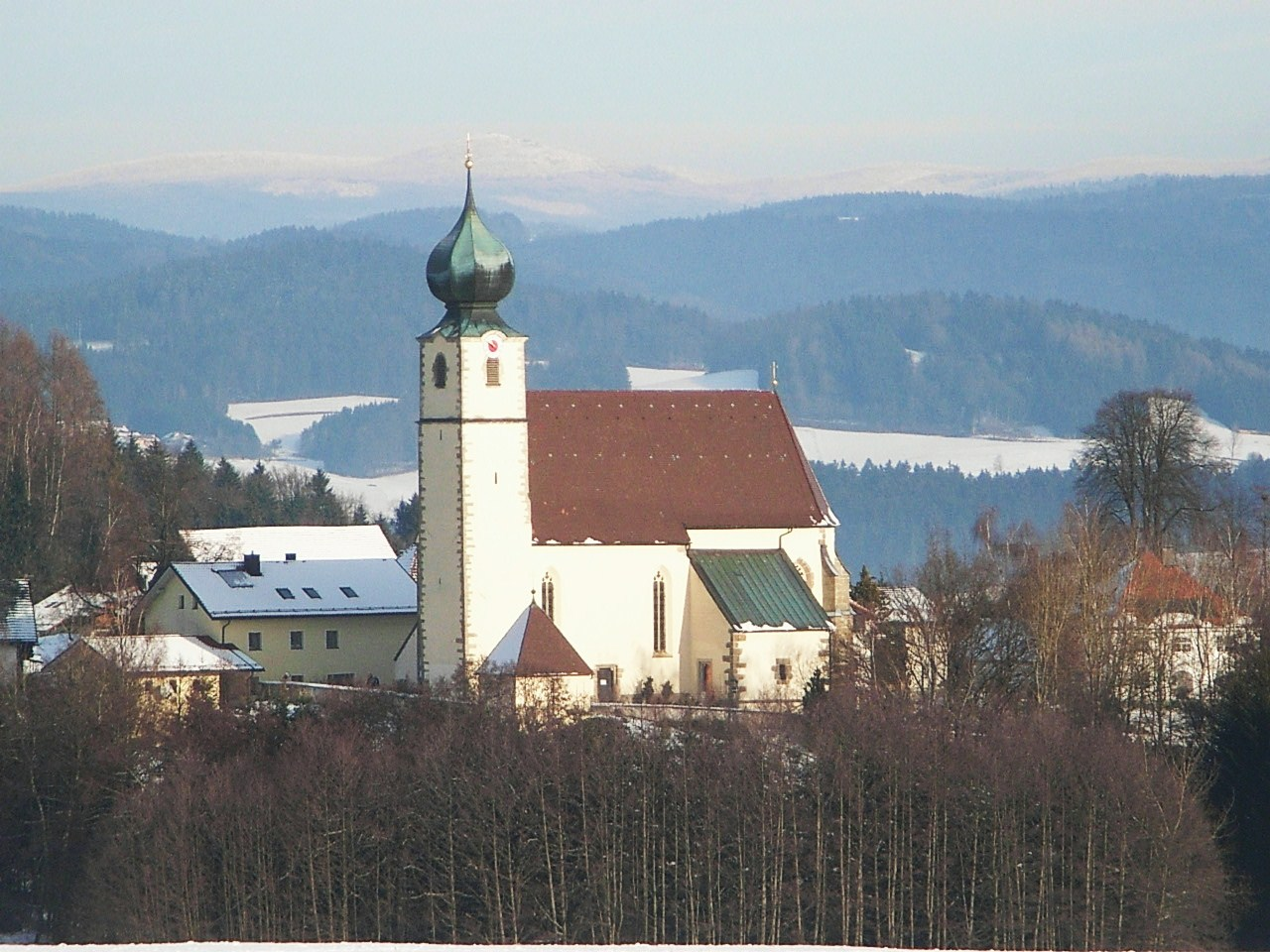
St. Brigida

#### Pfarrverband: Hohenau
- Pfarrei St. Peter und Paul (Hohenau)
- Pfarrei  St. Heinrich und St. Gunther (Schönbrunn am Lusen)

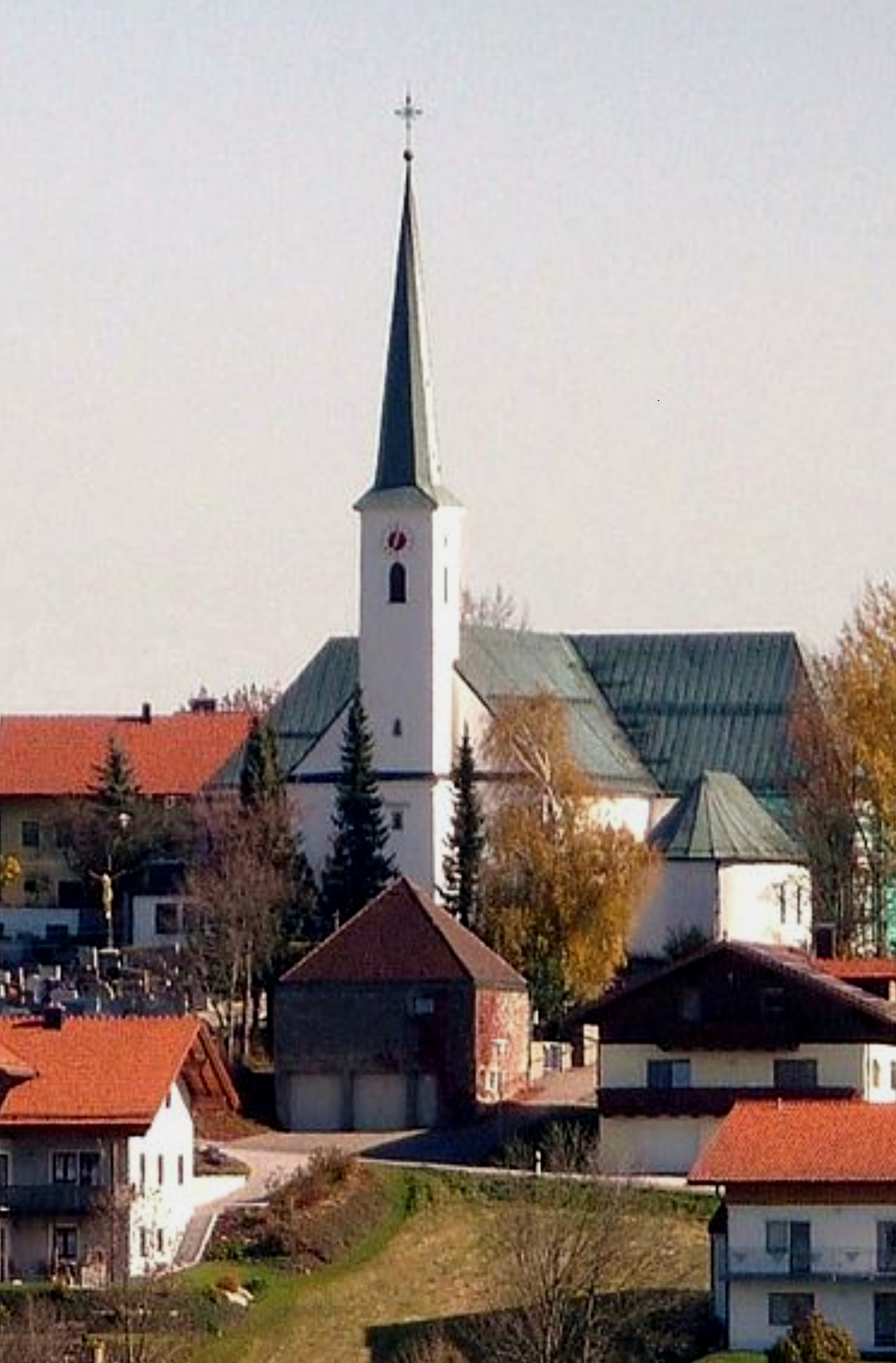
St. Peter und Paul

#### Pfarrverband: Jandelsbrunn
- Pfarrei Maria Hilfe der Christen (Hintereben)
- Pfarrei Maria Unbefleckte Empfängnis (Jandelsbrunn)
- Pfarr- und Wallfahrtskirche St. Ägidius (Wollaberg) mit Maria Verkündigung, (Heindlschlag)

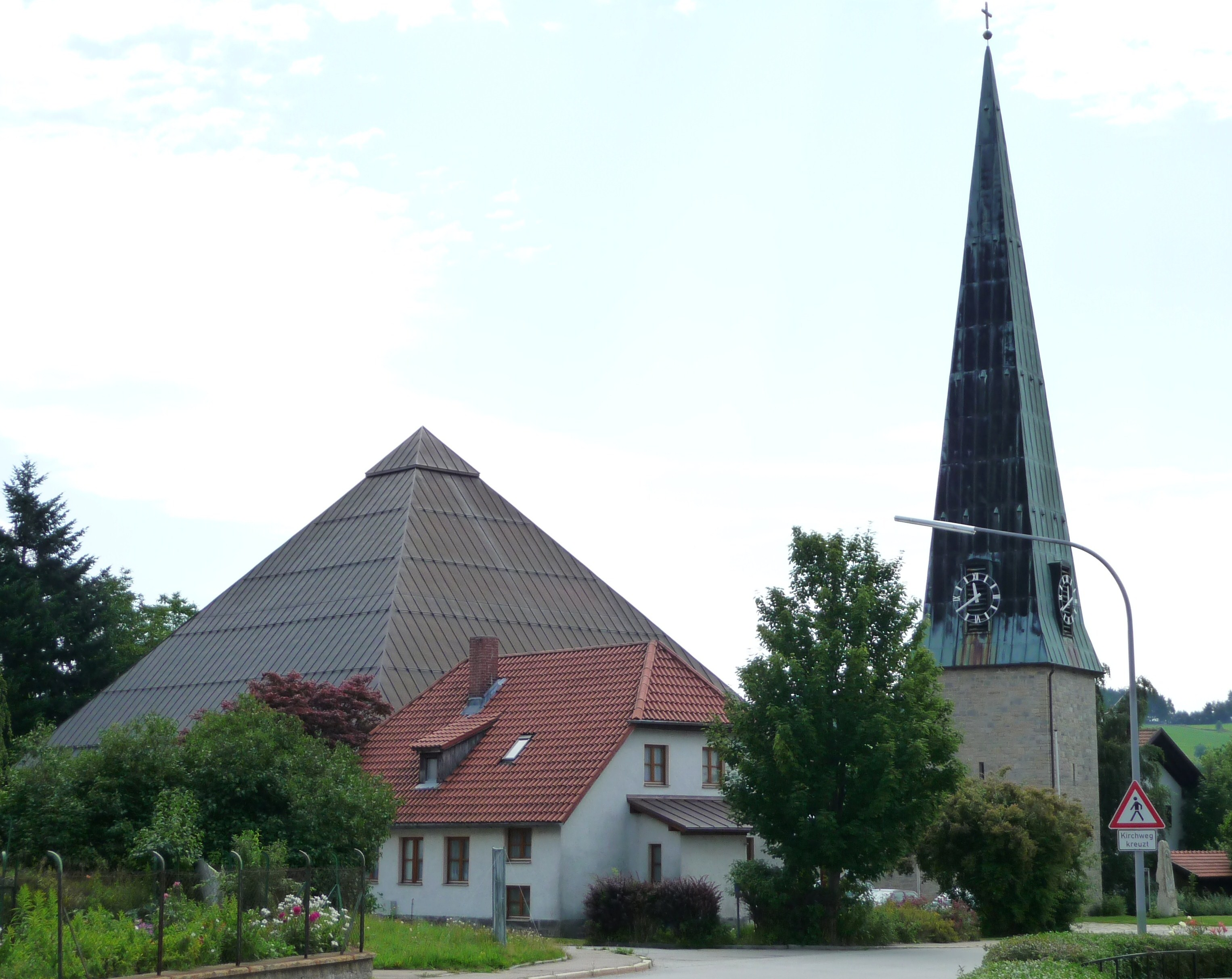
Maria Unbefleckte Empfängnis
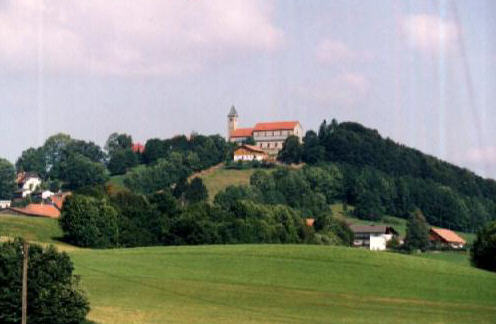
St. Ägidius

#### Pfarrverband: Mauth
- Pfarrei Mater dolorosa (Finsterau)
- Pfarrei St. Leopold (Mauth)
- Expositur St. Josef (Mitterfirmiansreut)

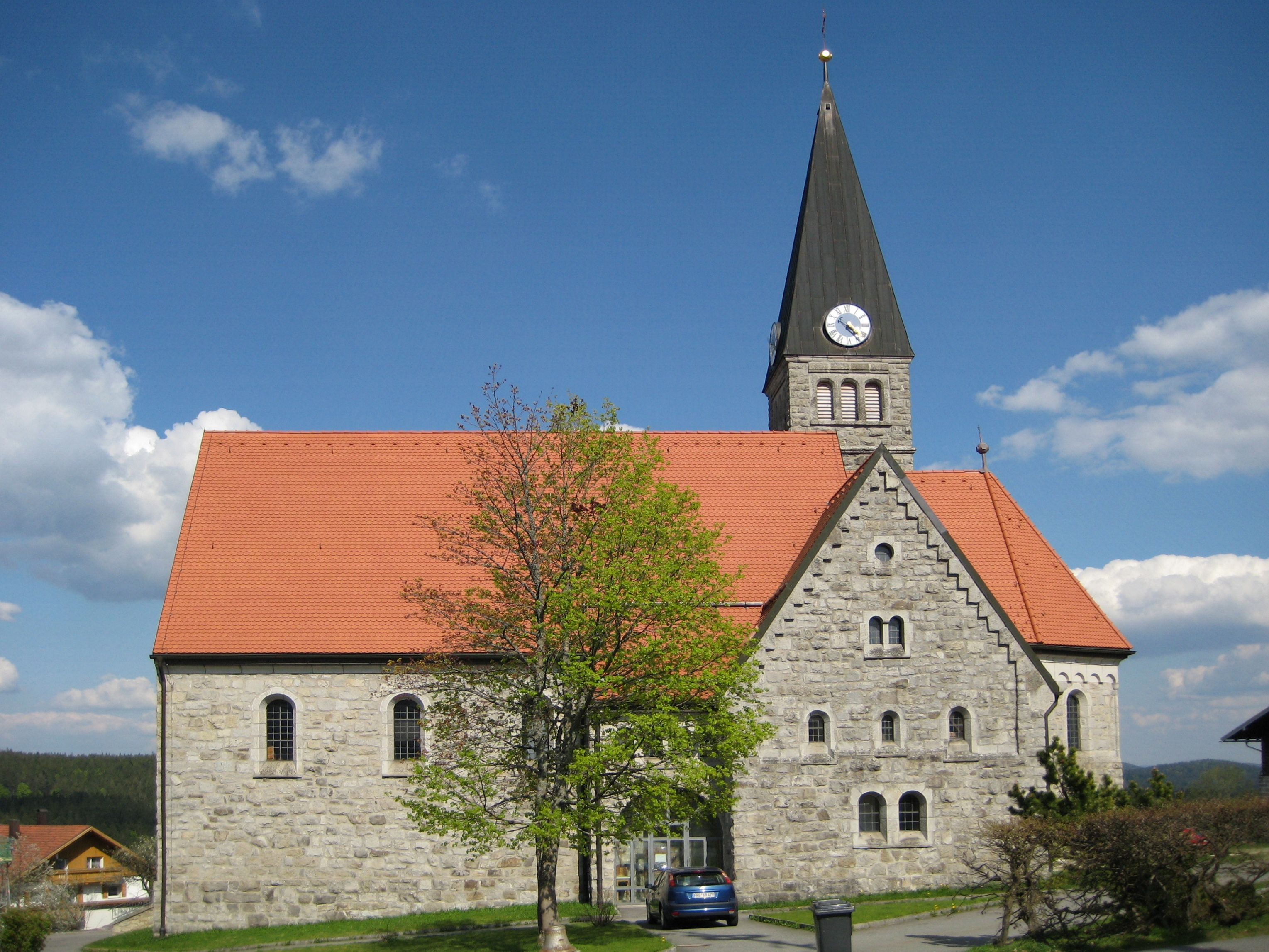
Mater dolorosa
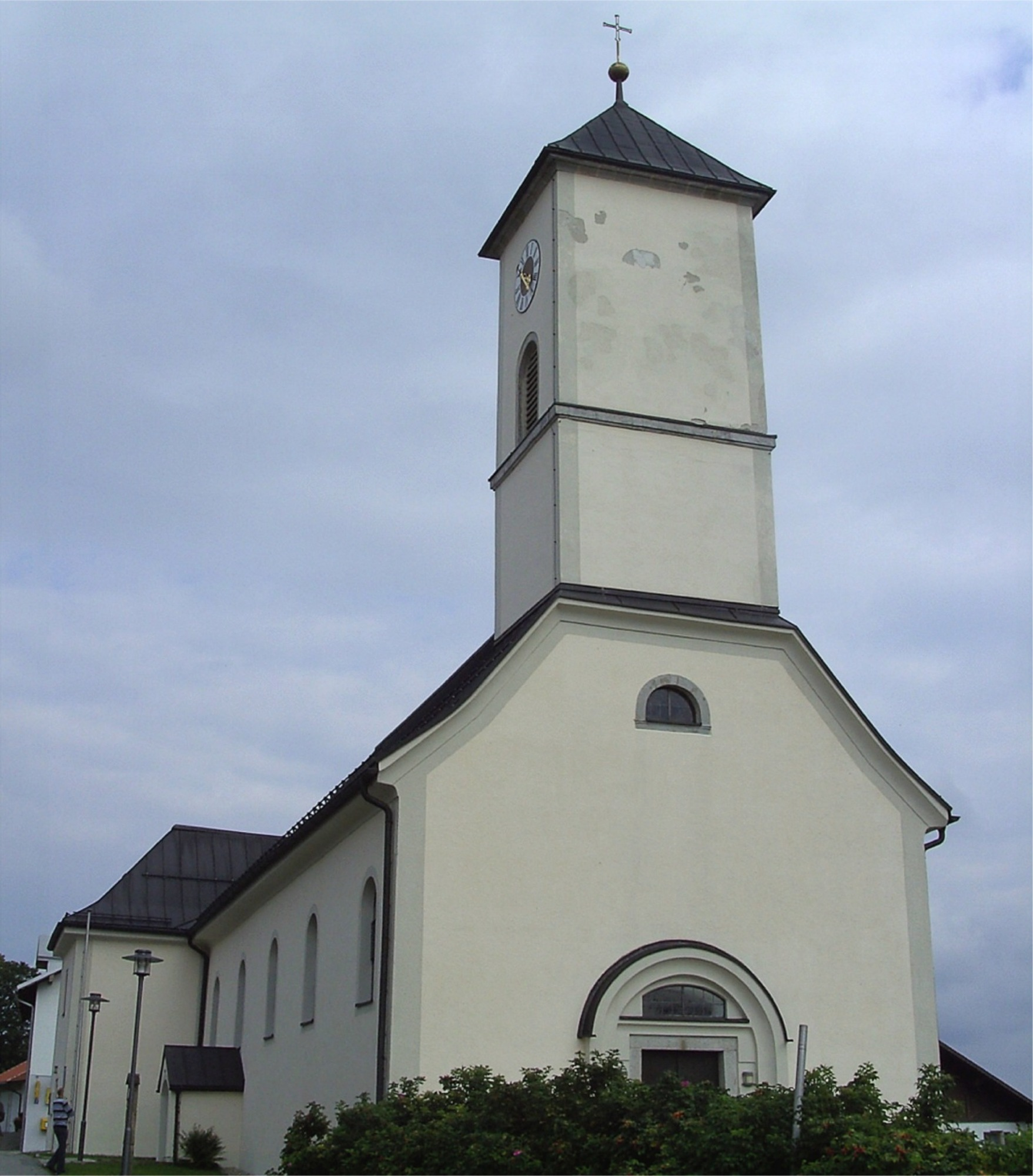
St. Leopold

#### Pfarrverband: Neureichenau
- Pfarrei St. Sigismund (Altreichenau)
- Pfarrei St. Leonhard (Neureichenau)
- Pfarrei St. Valentin (Bischofsreut)
- Pfarrei St. Maximilian (Haidmühle)
- Expositur St. Karl Borromäus (Philippsreut)

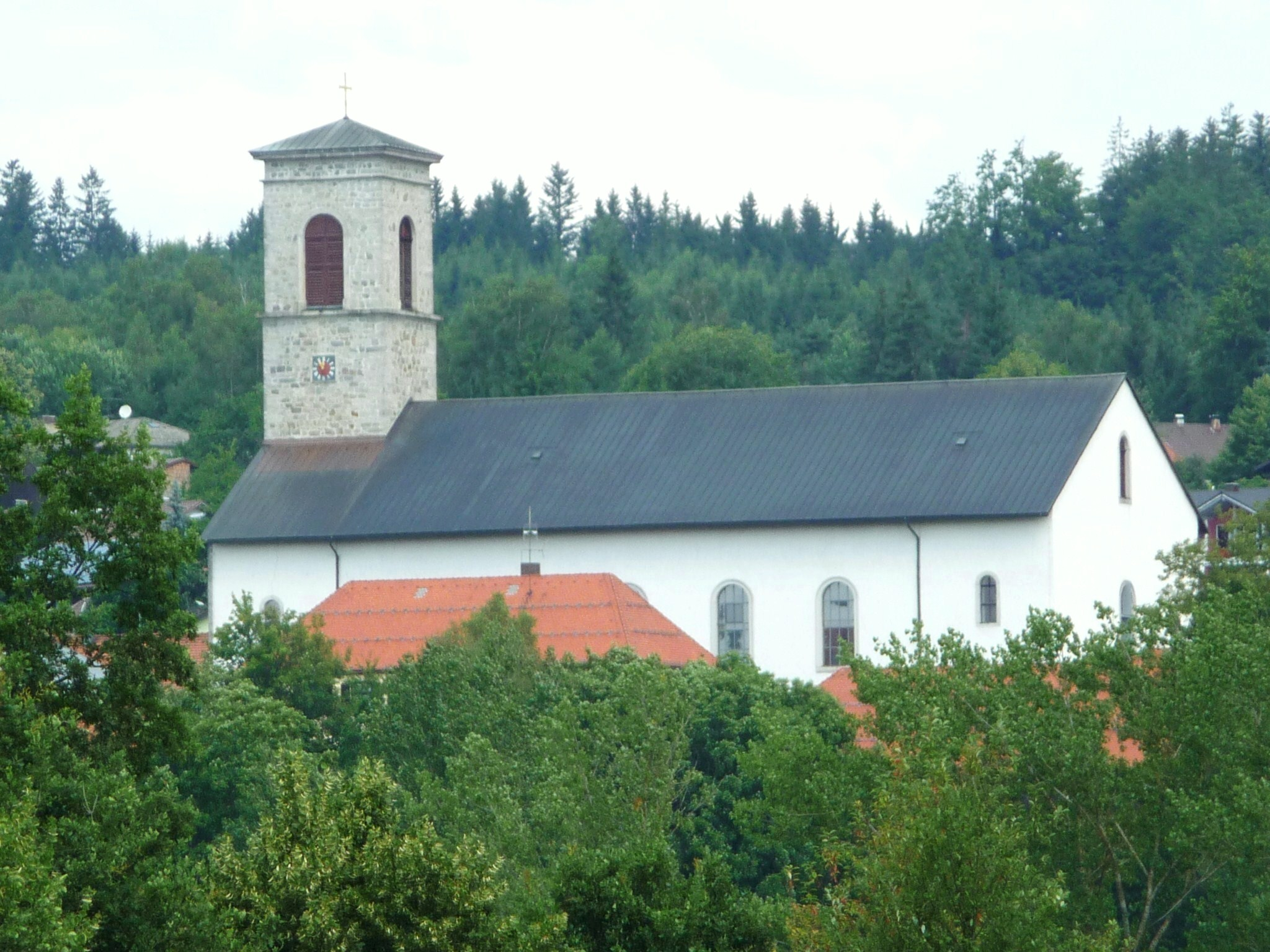
St. Leonhard
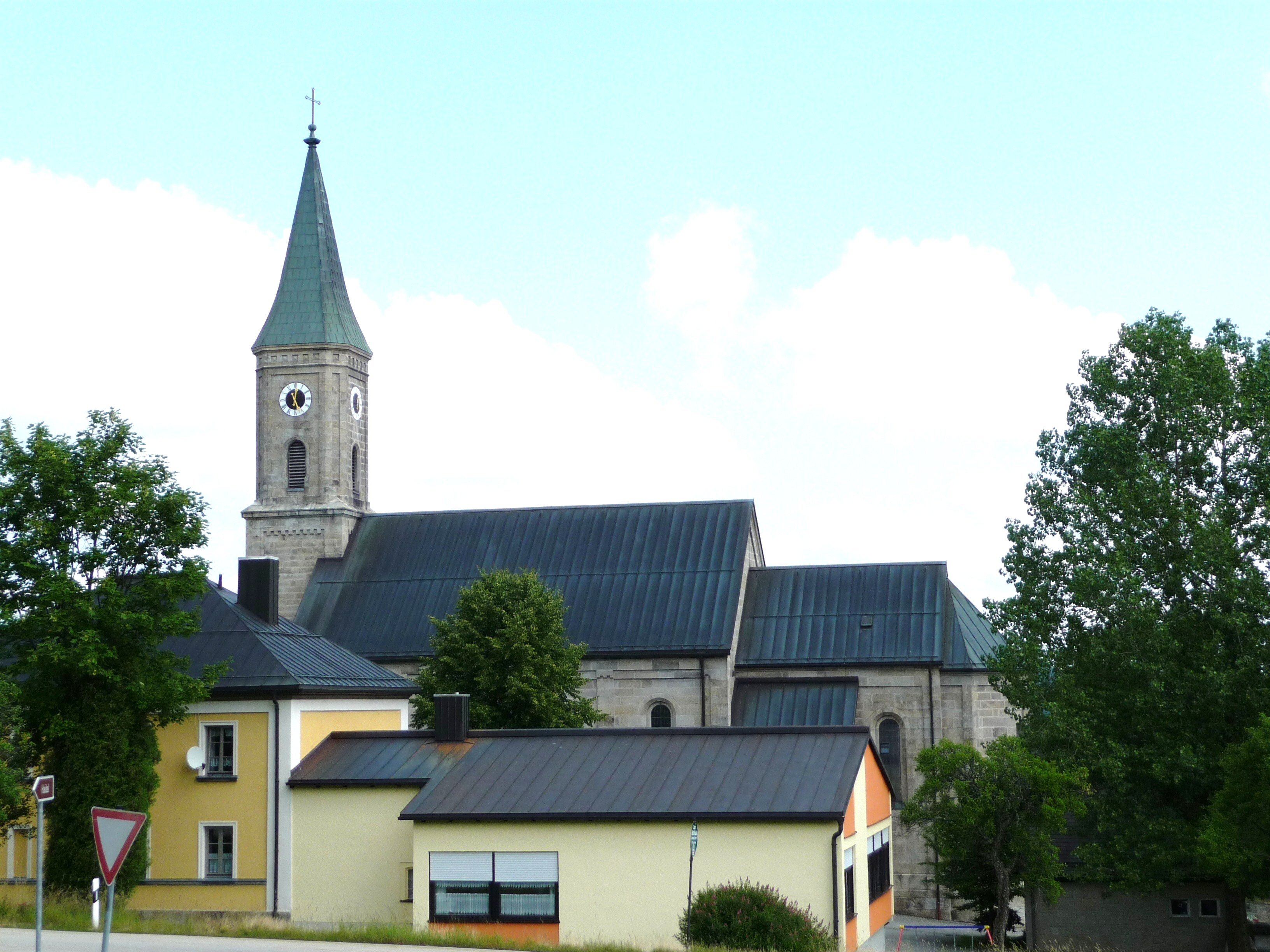
St. Valentin
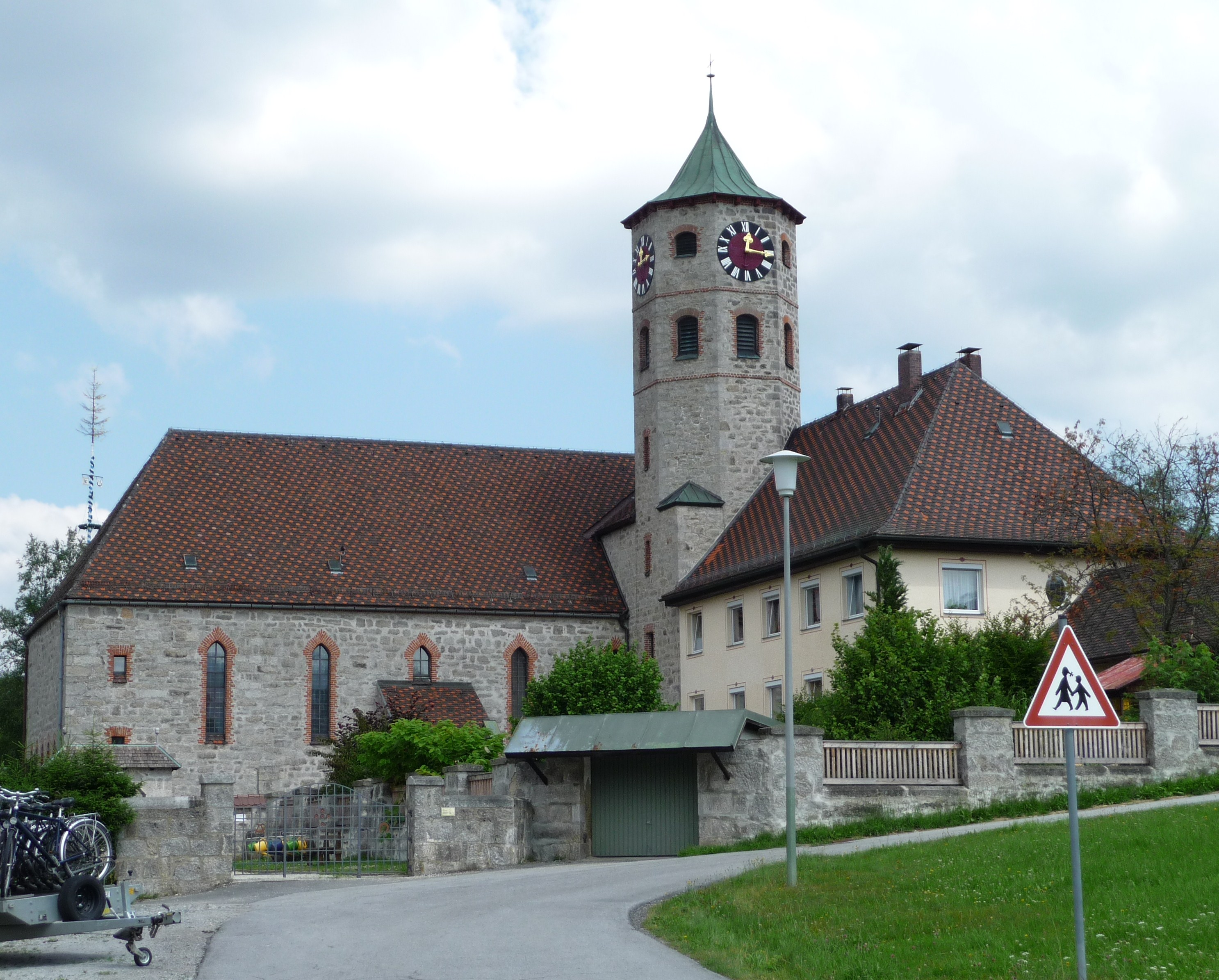
St. Maximilian
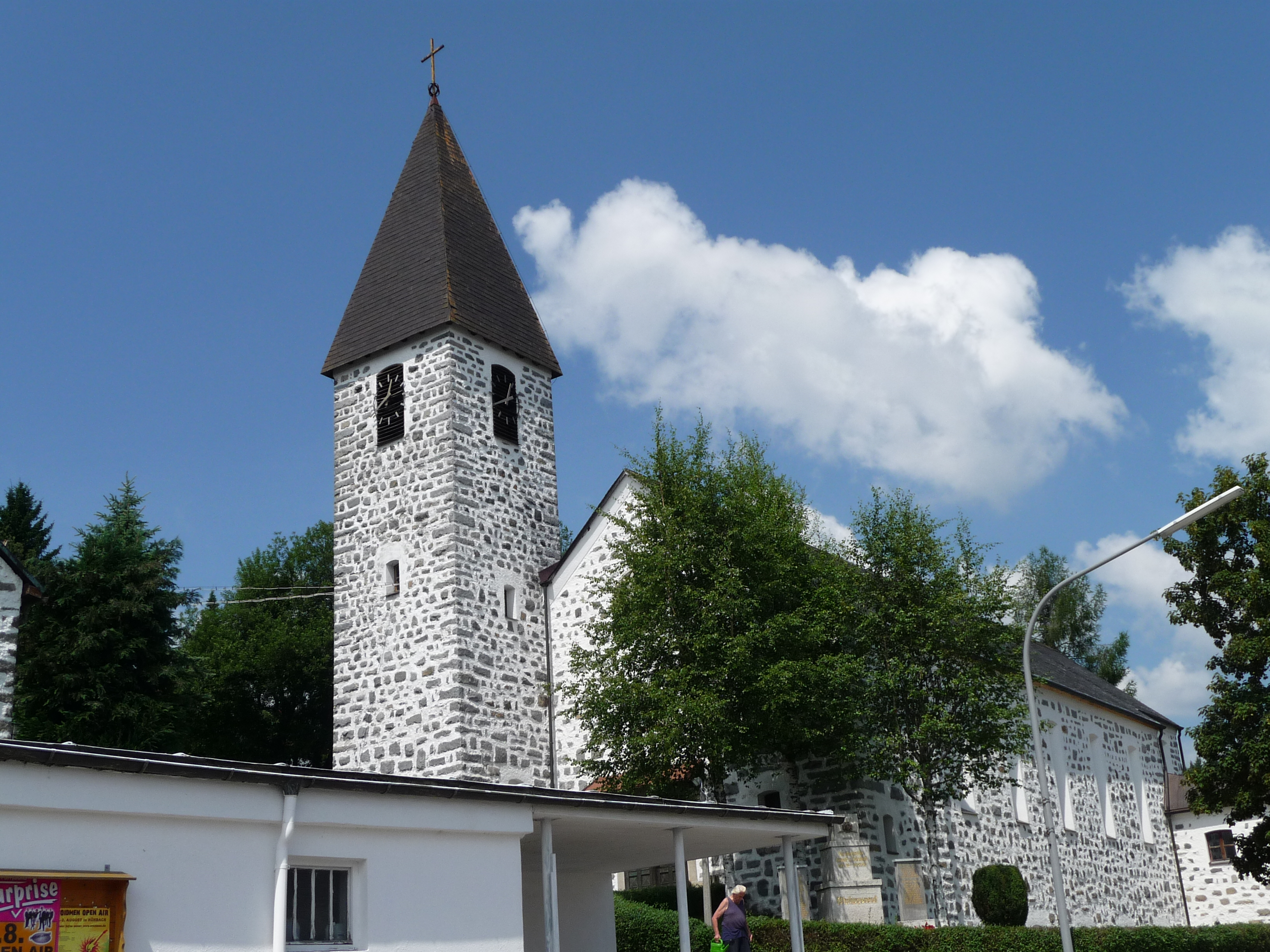
St. Karl Borromäus

#### Pfarrverband: Perlesreut
- Pfarrei St. Johannes der Täufer (Fürsteneck)
- Pfarrei St. Andreas (Perlesreut)

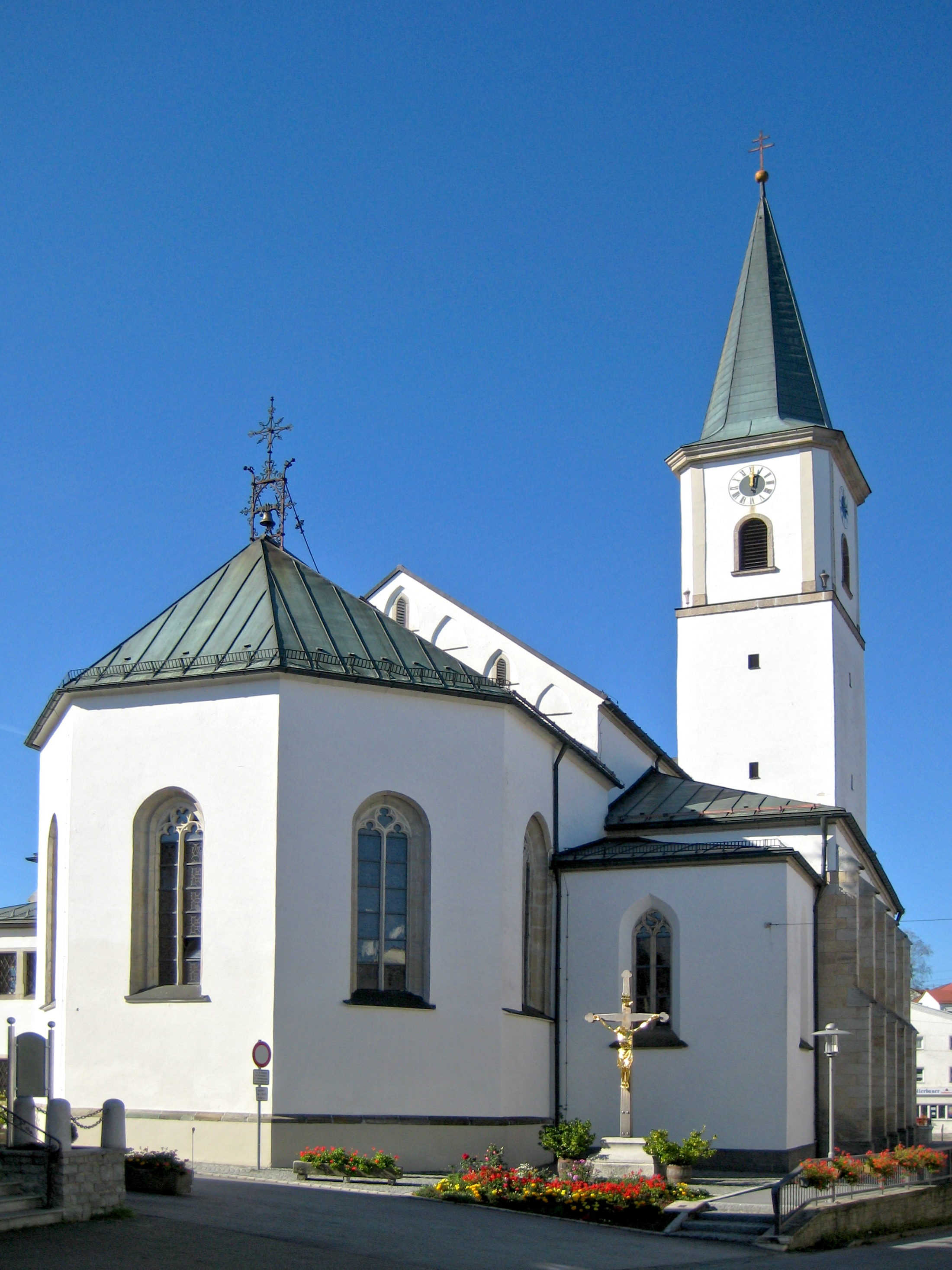
St. Andreas

#### Pfarrverband: Röhrnbach
- Pfarrei St. Josef (Kumreut)
- Pfarrei St. Michael (Röhrnbach) mit Hl. Dreifaltigkeit, (Außernbrünst), St. Maria Traum (Großwiesen), St. Korona (Oberndorf)

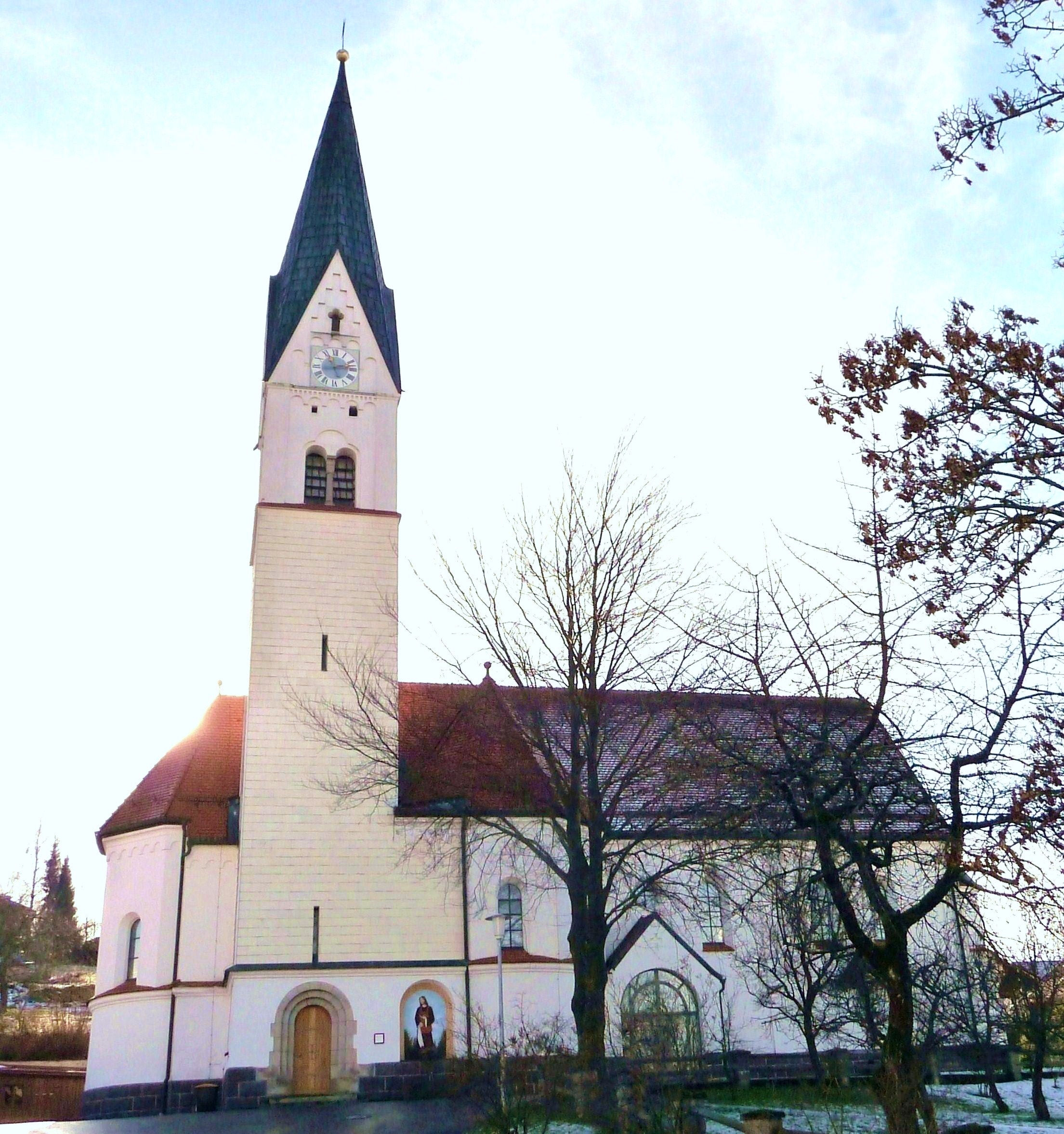
St. Josef
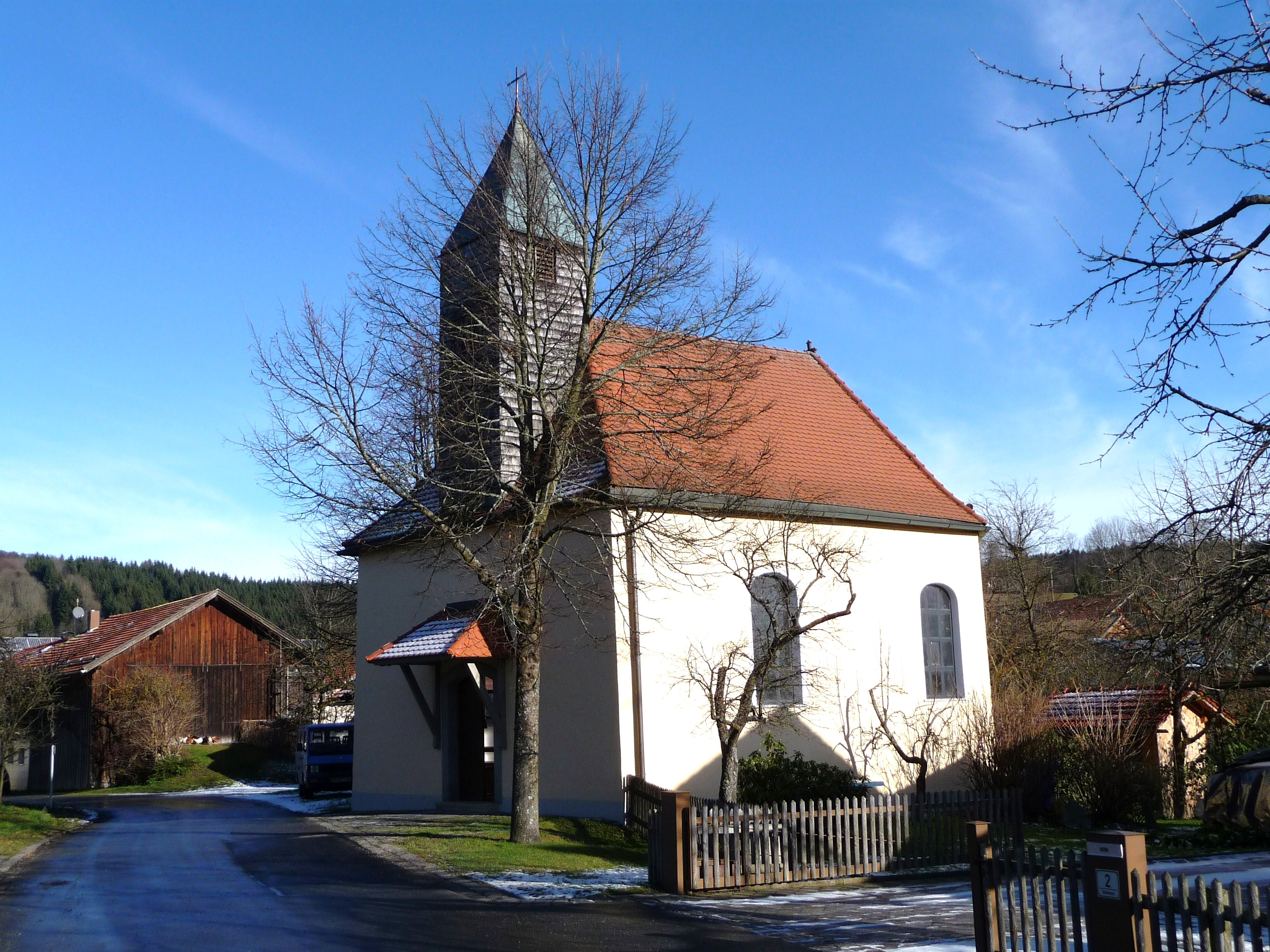
Maria Traum

#### Pfarrverband: Schönberg
- Pfarrei St. Margaretha (Schönberg) mit St. Michael (Eberhardsreuth), St. Johannes der Täufer (Kirchberg)
- Pfarrei St. Katharina (Eppenschlag)
- Pfarrei St. Nikolaus (Innernzell)
- Pfarrei Mariä Himmelfahrt (Langfurth)
- Pfarrei Maria, Mutter der Schmerzen (Schöfweg)

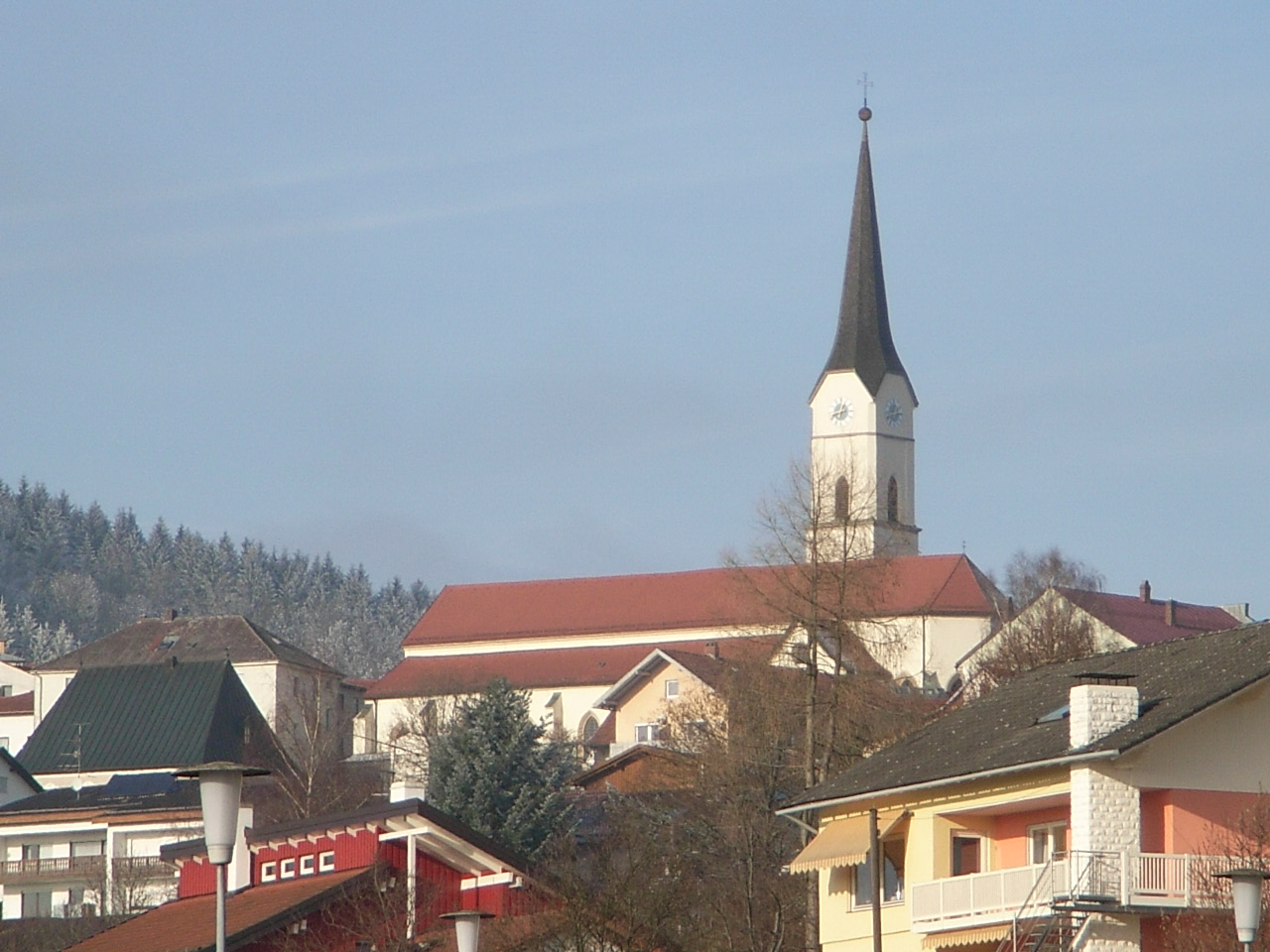
St. Margaretha
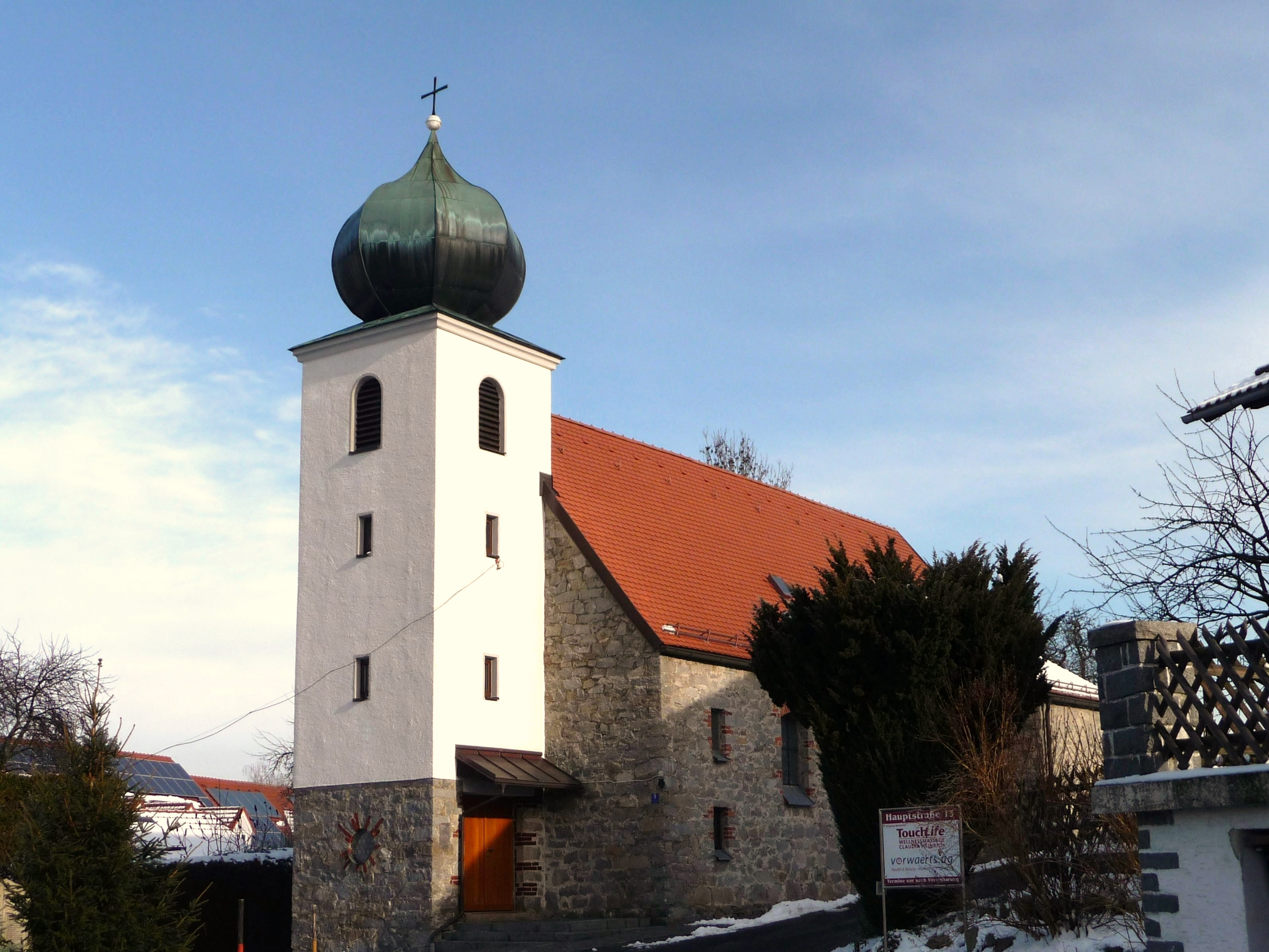
St. Michael
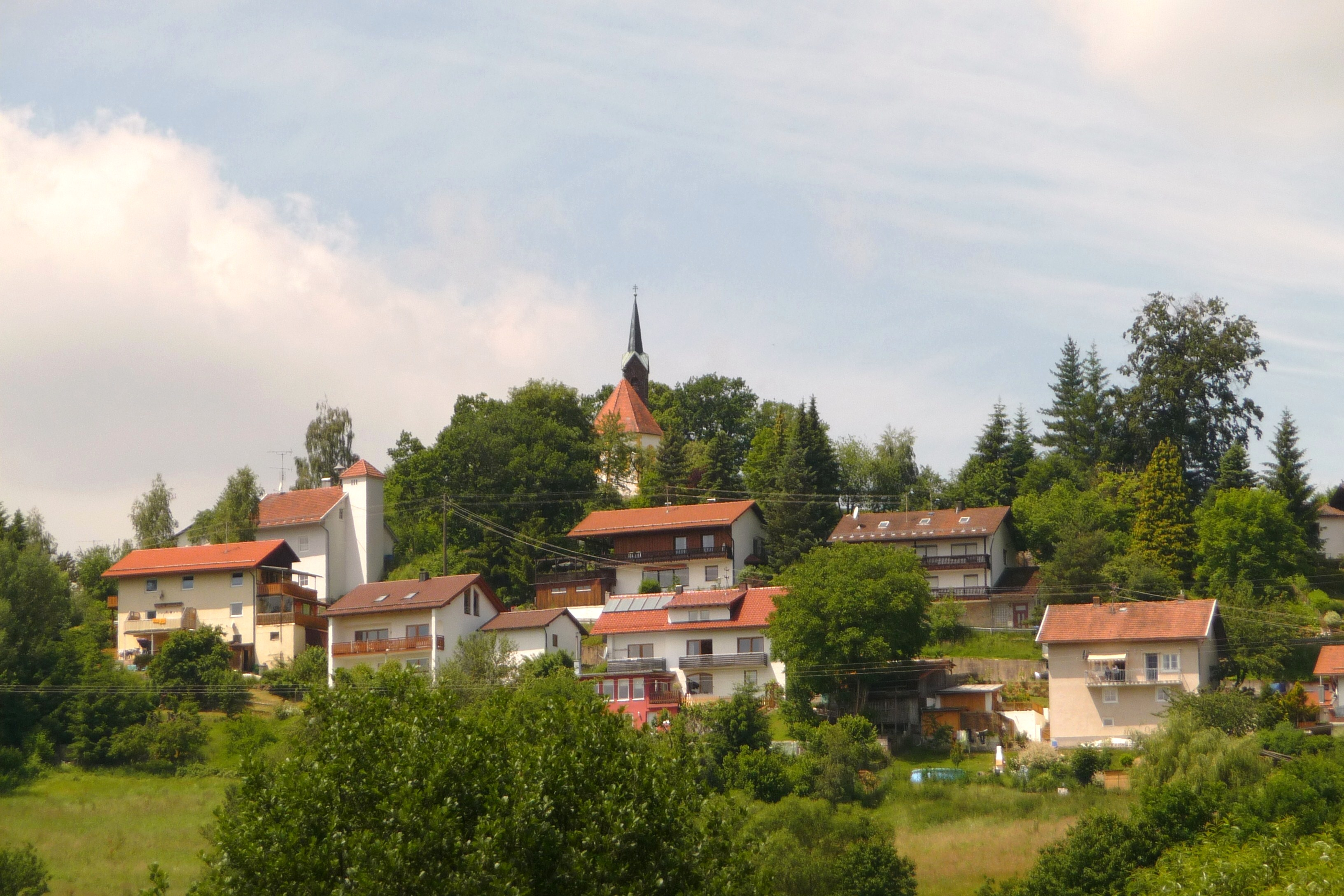
St. Johannes der Täufer
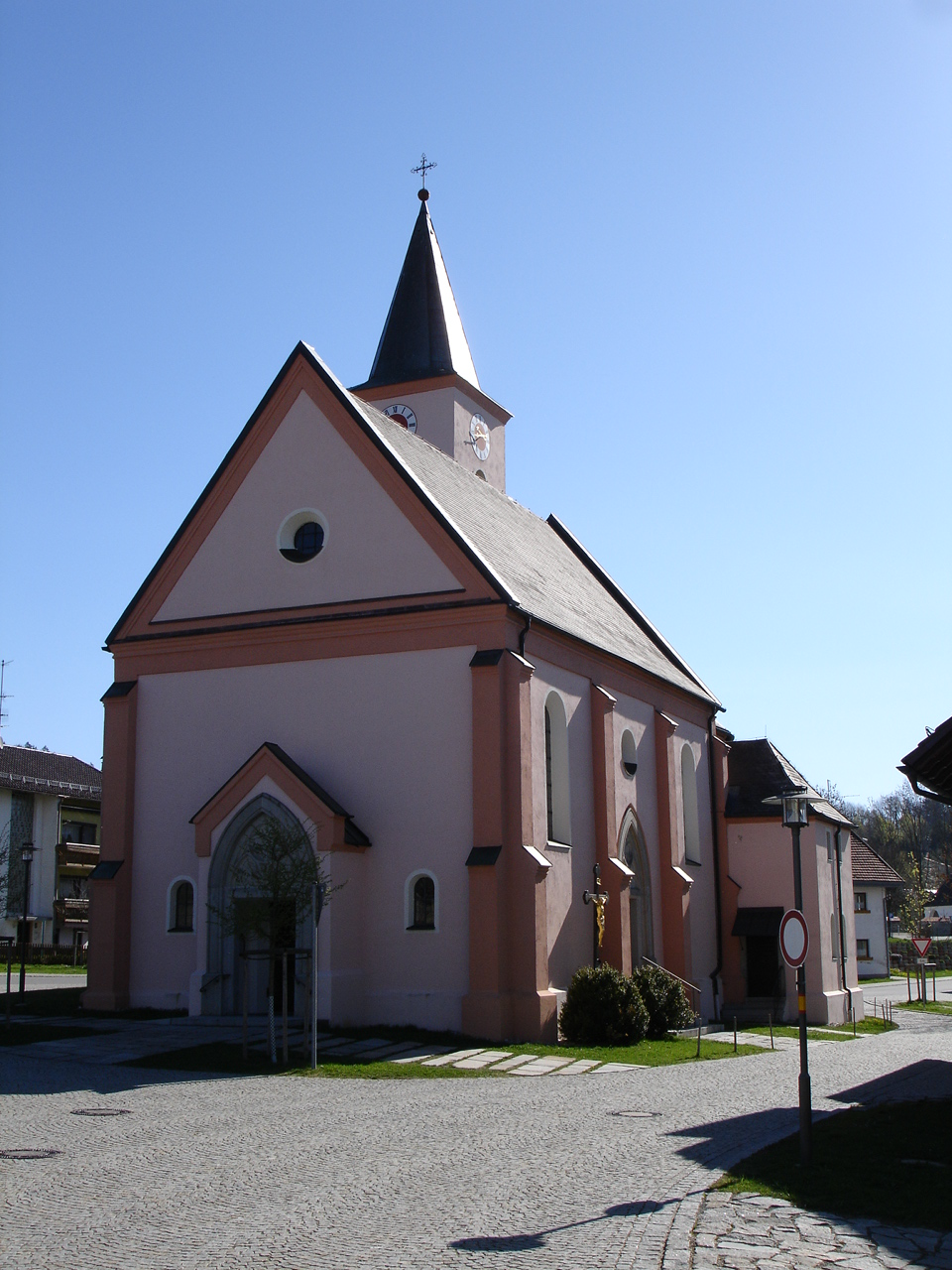
St. Katharina
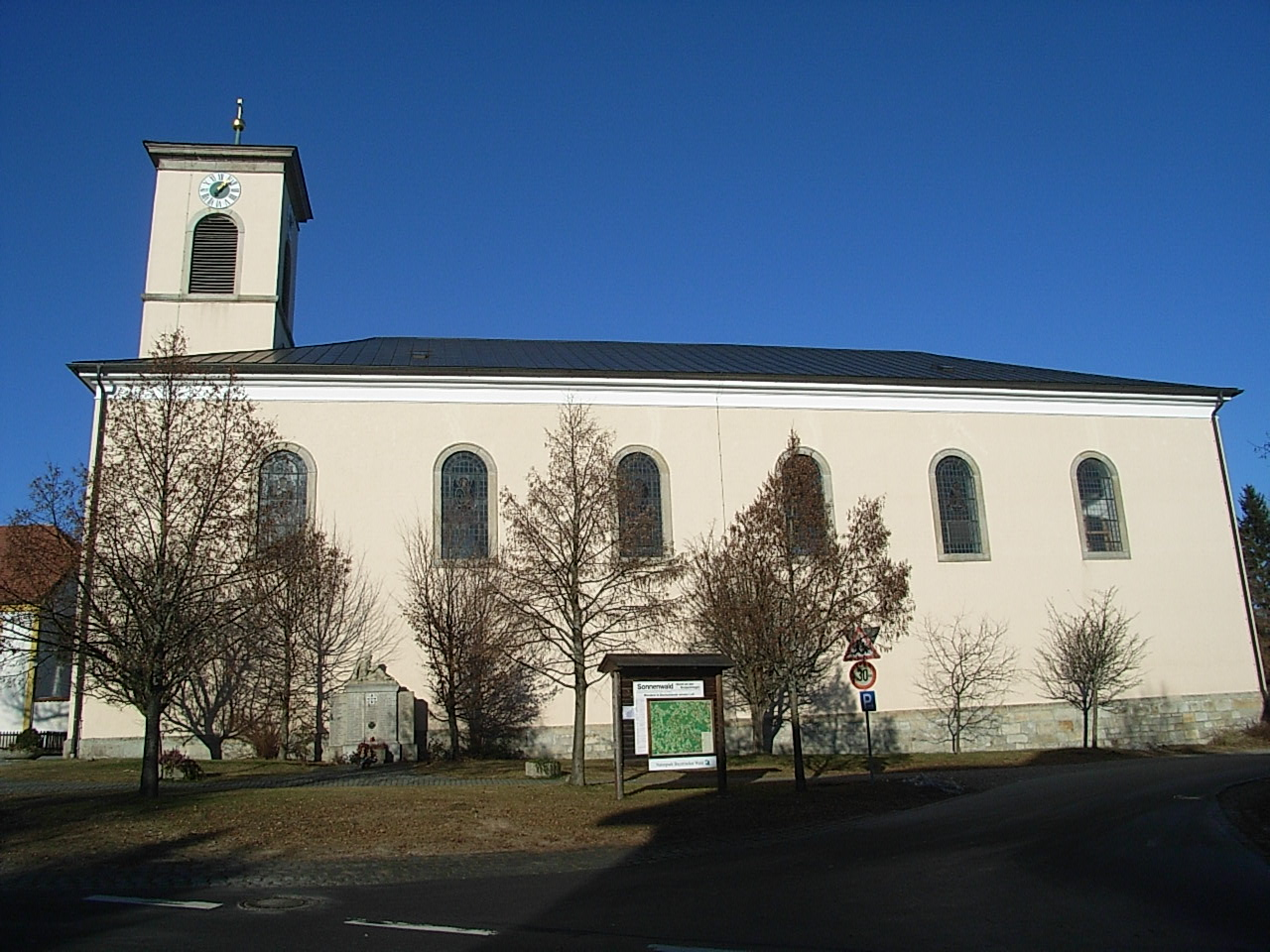
St. Nikolaus
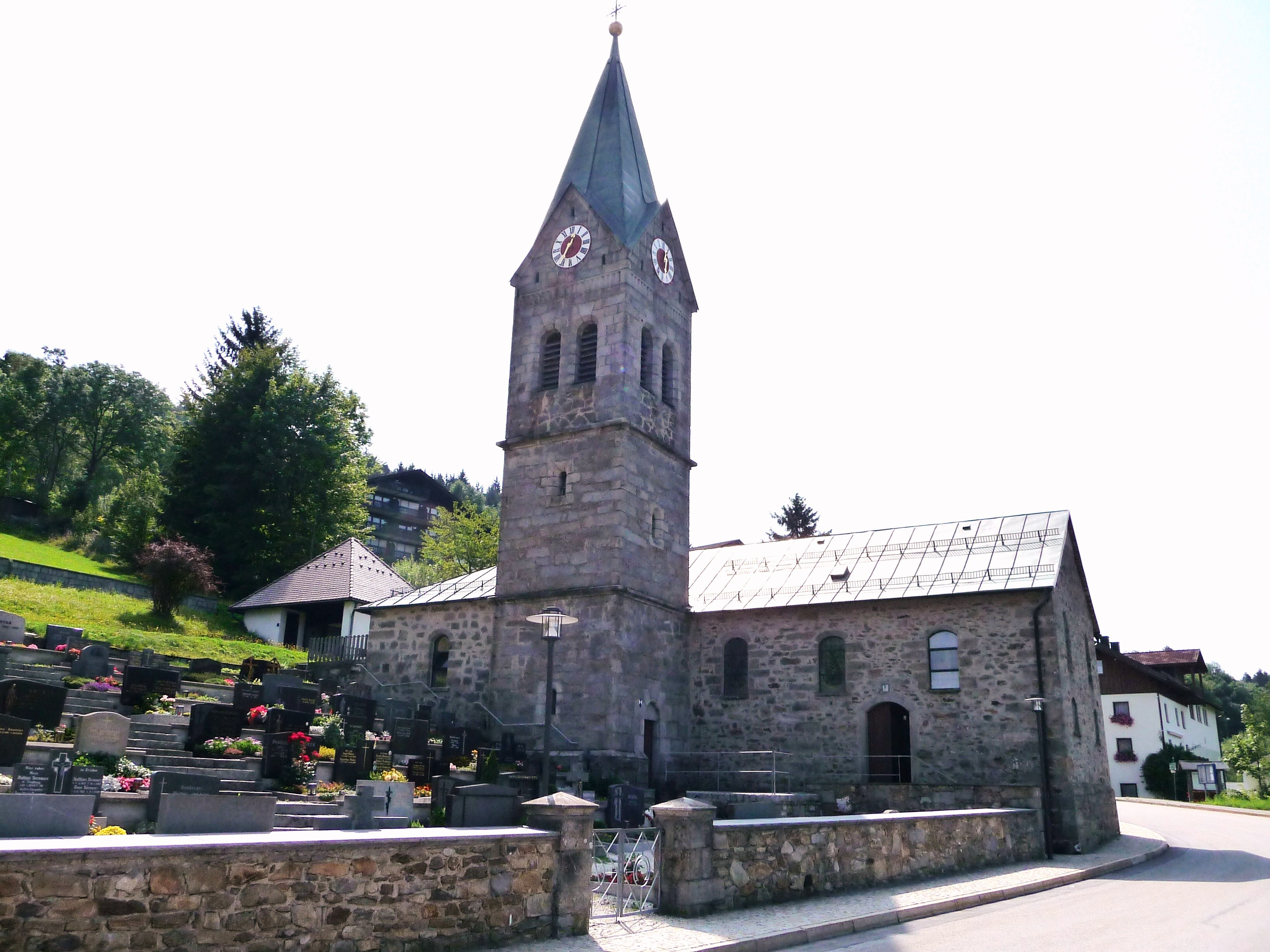
Mariä Himmelfahrt
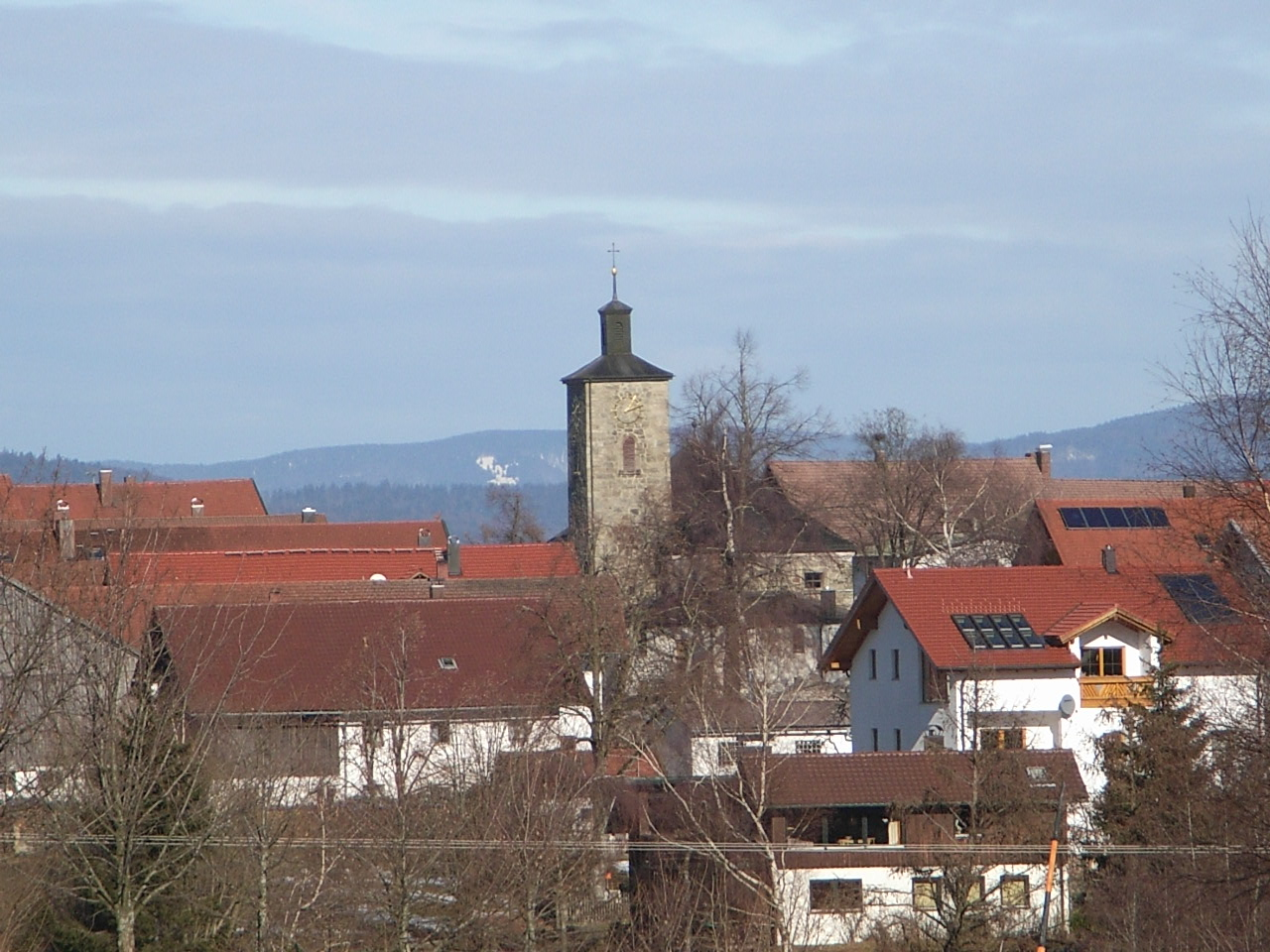
Maria, Mutter der Schmerzen

#### Pfarrverband: Spiegelau
- Pfarrei Maria Hilfe der Christen (Klingenbrunn)
- Pfarrei St. Maria Magdalena (Oberkreuzberg)
- Pfarrei St. Johannes der Täufer (Spiegelau) mit St. Josef der Arbeiter, Riedlhütte

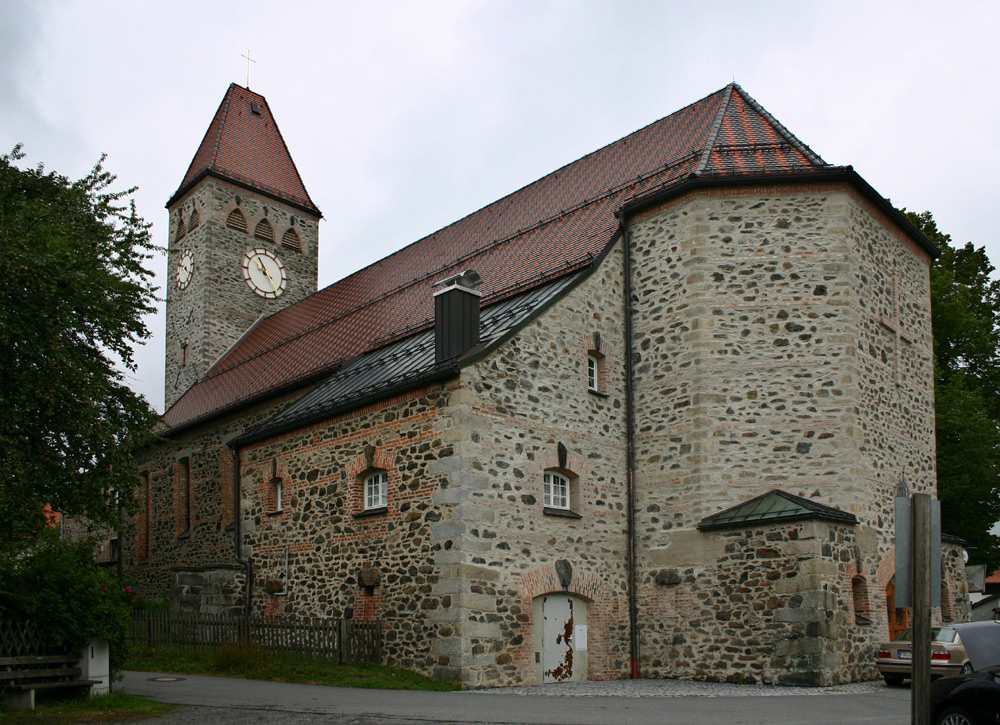
Maria Hilfe der Christen
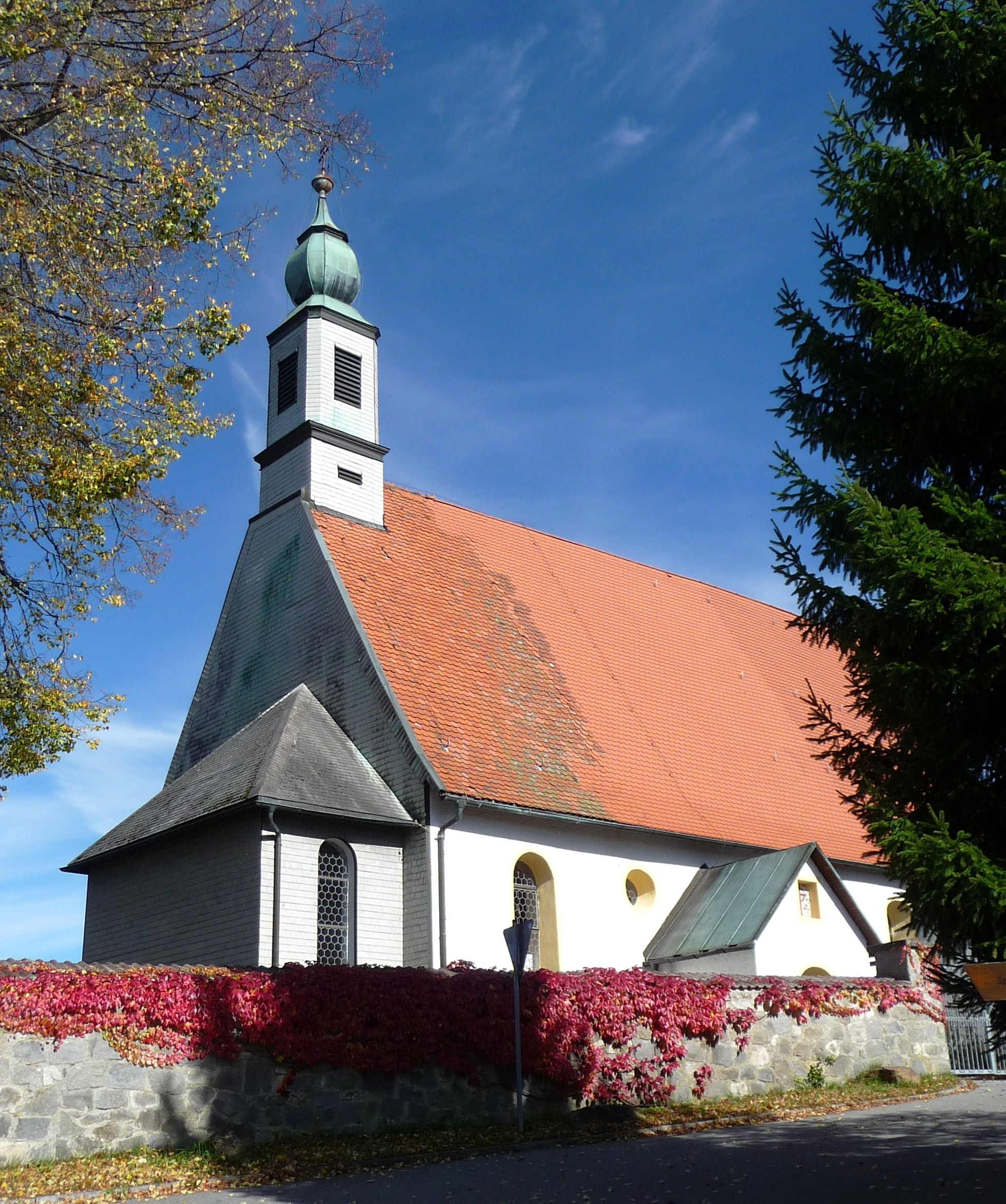
St. Maria Magdalena
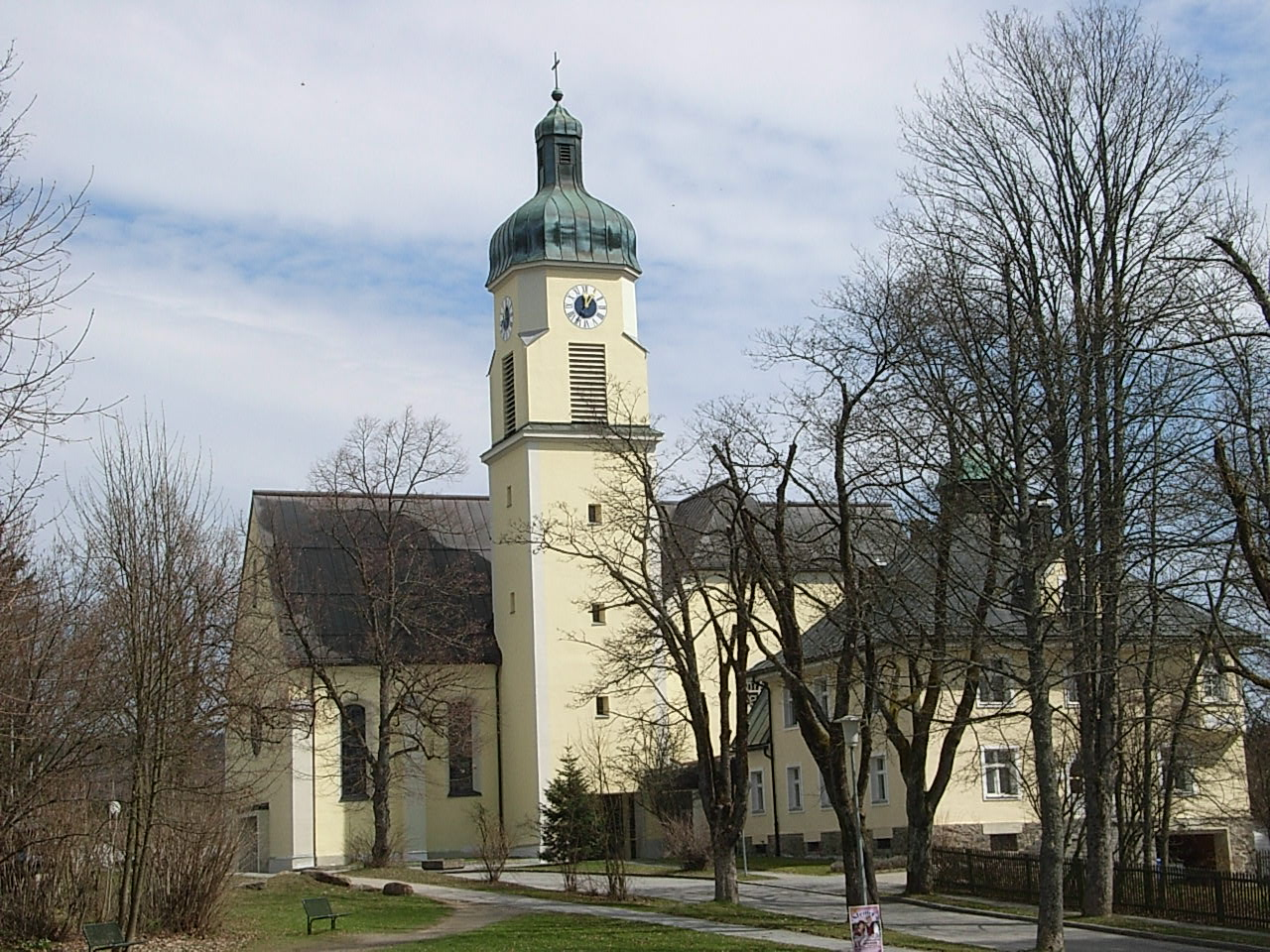
St. Johannes der Täufer

#### Pfarrverband: Thurmansbang
- Pfarrei St. Pankratius (Ranfels)
- Pfarrei St. Markus (Thurmansbang) mit  Hl. Drei Könige und  Hl. Familie (Saldenburg)
- Pfarrei  St. Jakobus der Ältere und St. Margareta (Zenting)

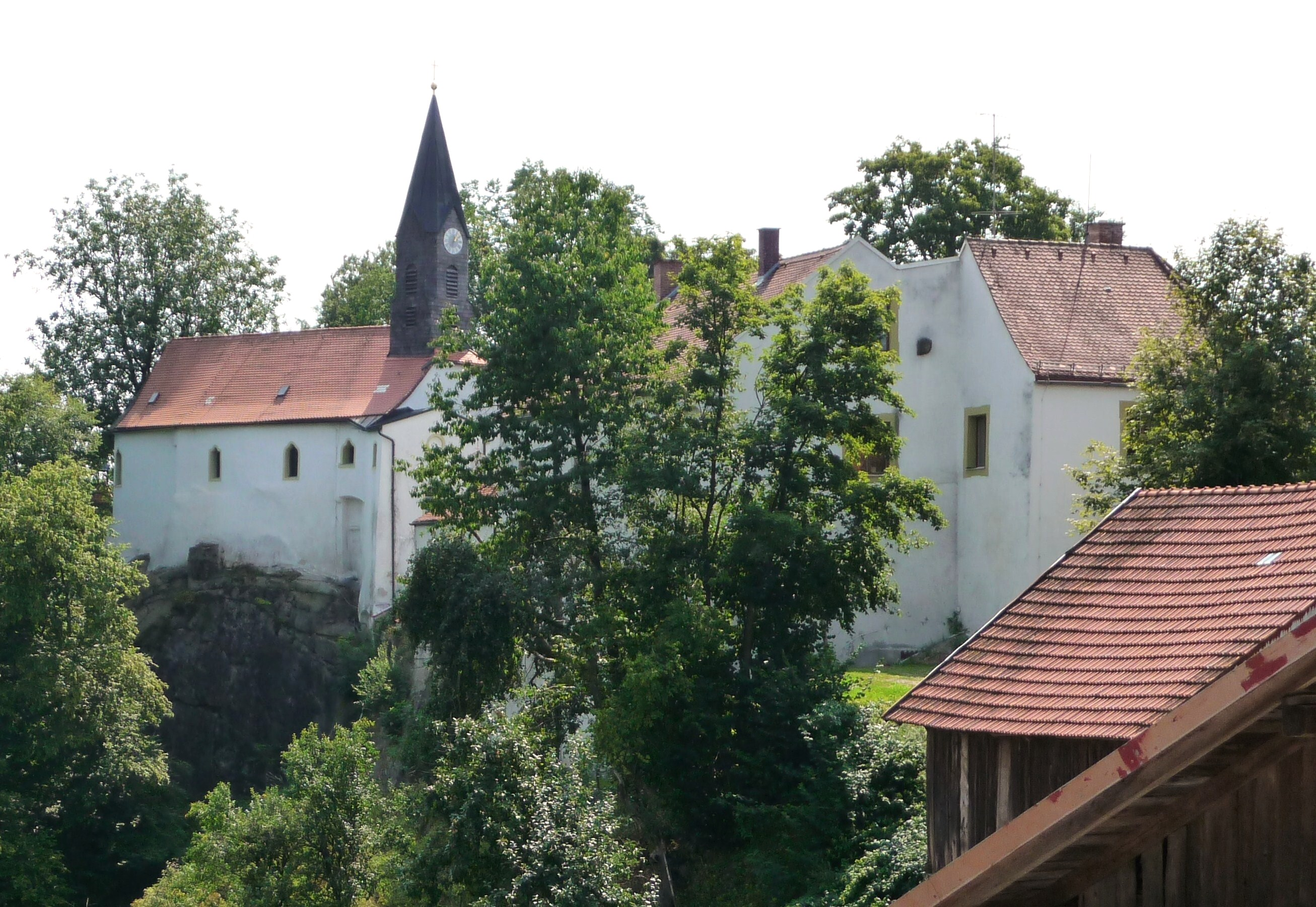
St. Pankratius
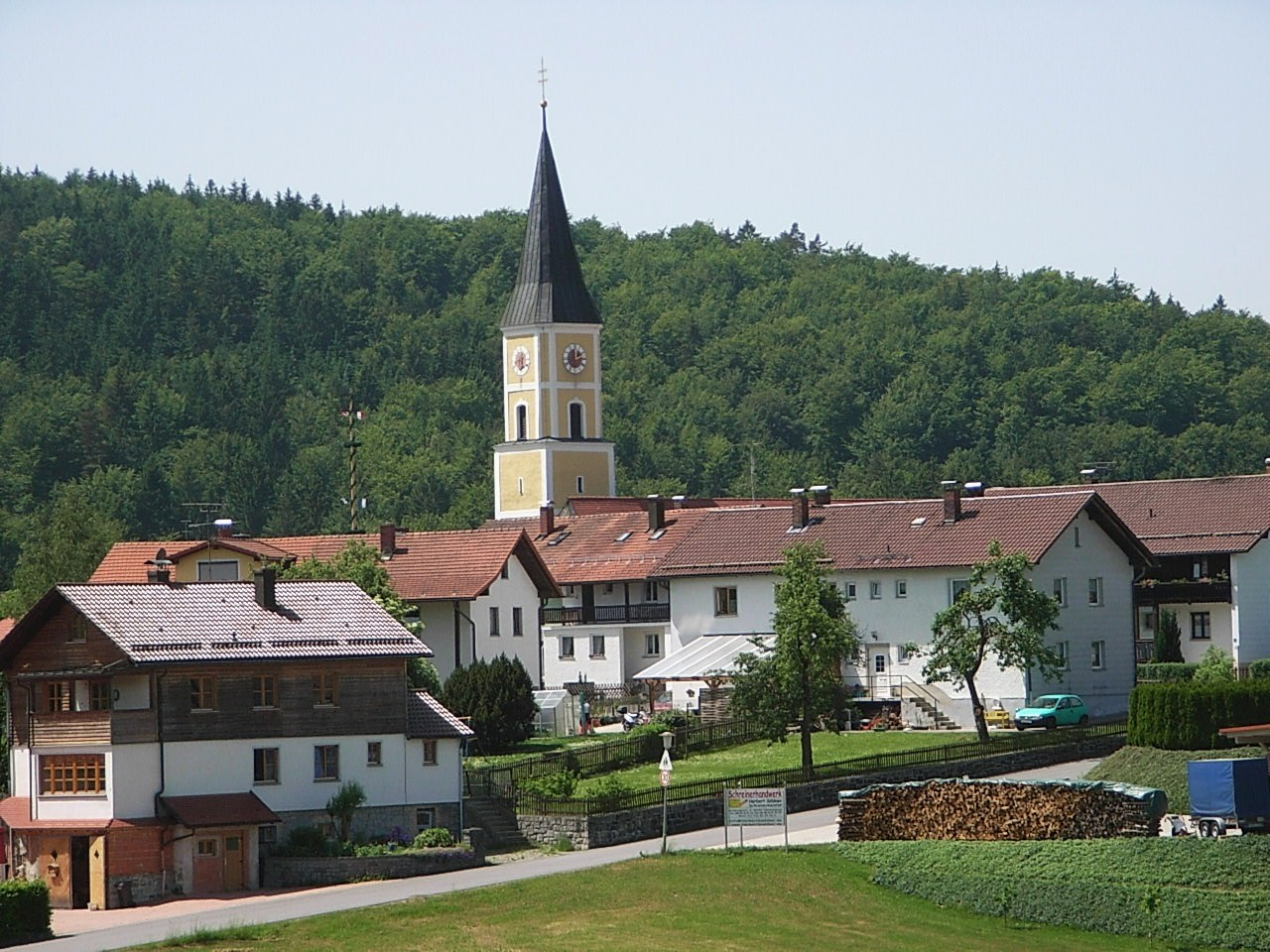
St. Markus
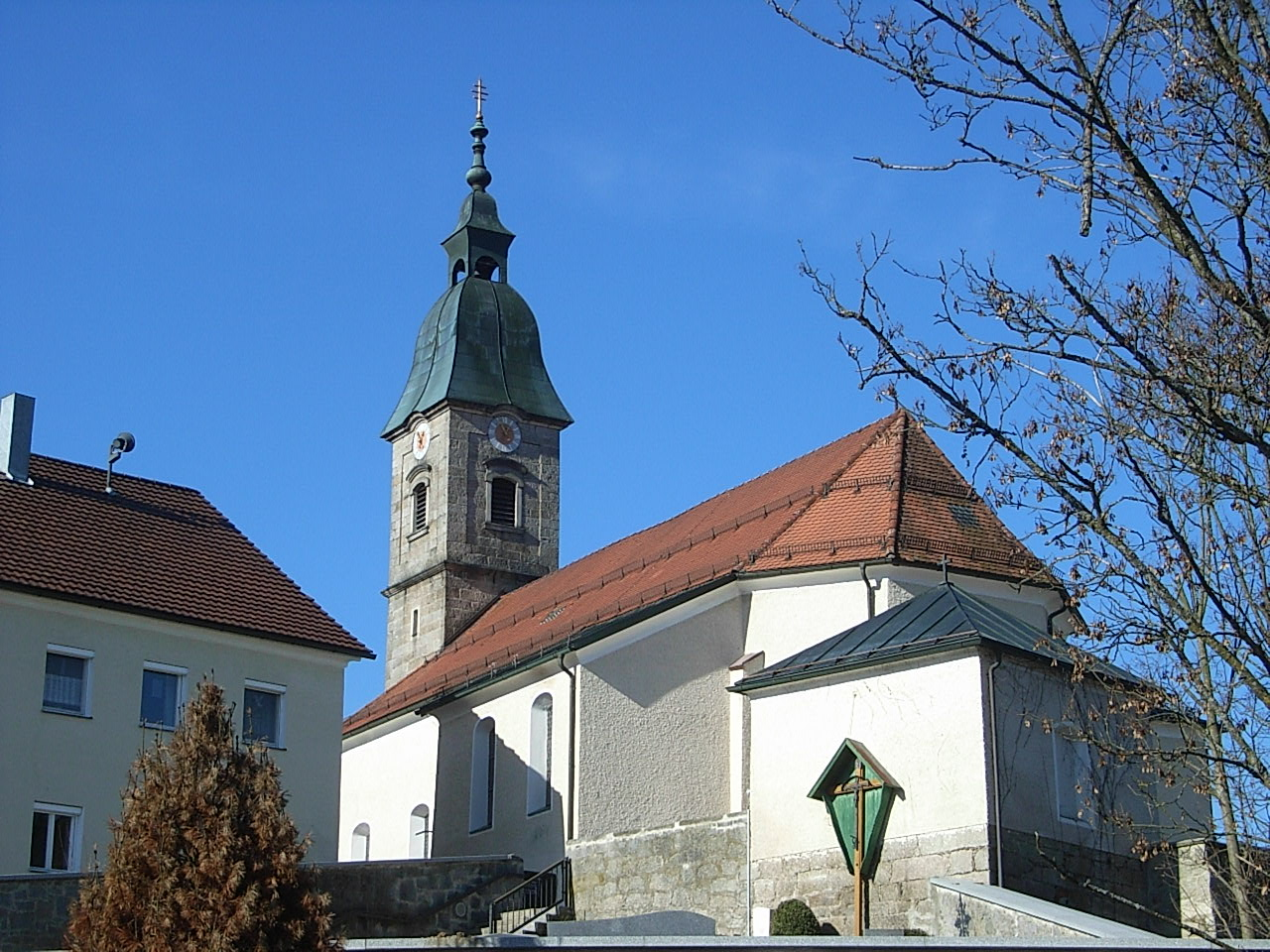
St. Jakobus der Ältere

#### Pfarrverband: Waldkirchen
- Pfarrei St. Konrad (Böhmzwiesel)
- Pfarrei St. Josef (Karlsbach)
- Pfarrei St. Peter und Paul (Waldkirchen), St. Karl Borromäus (Karoli)

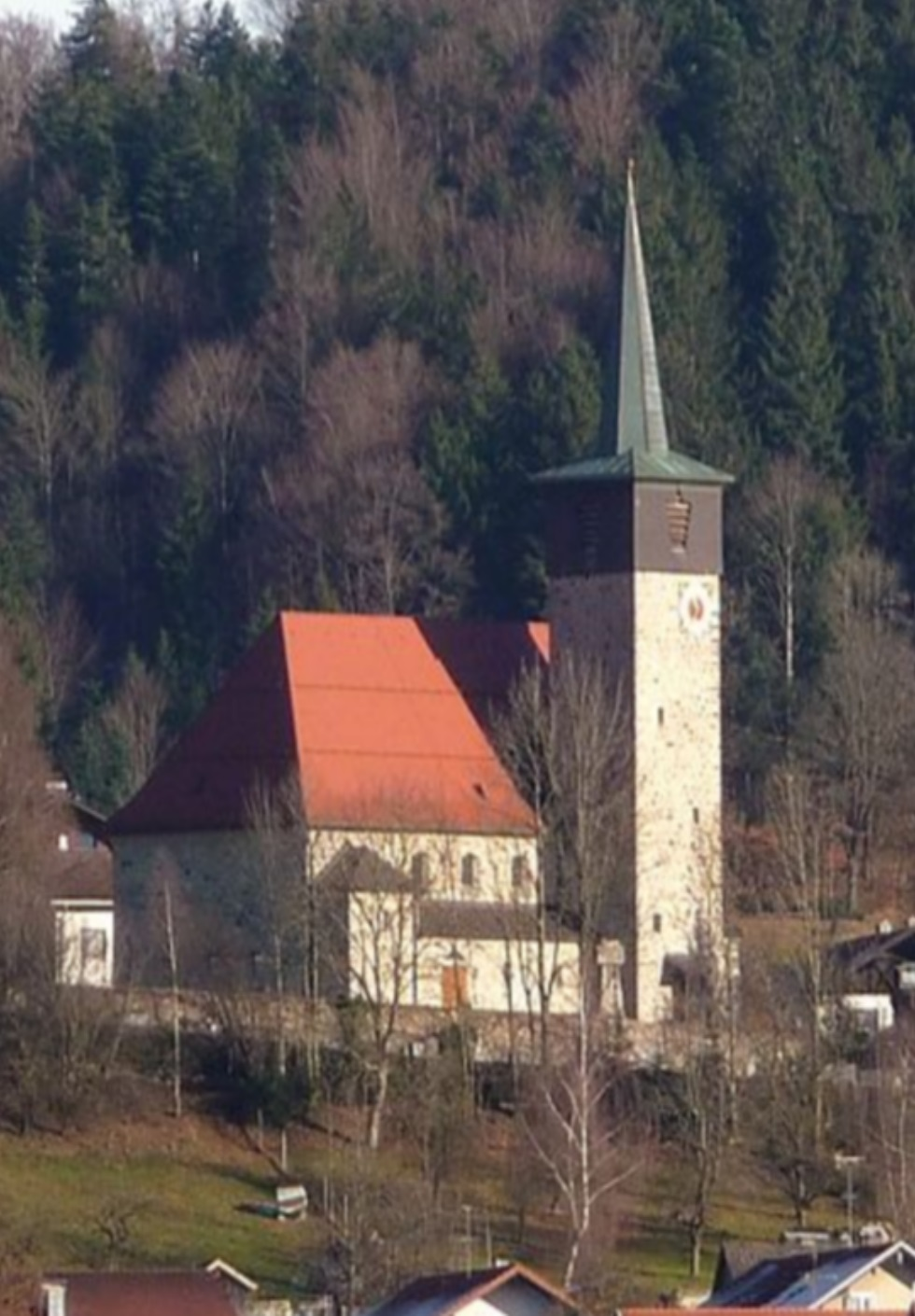
St. Josef
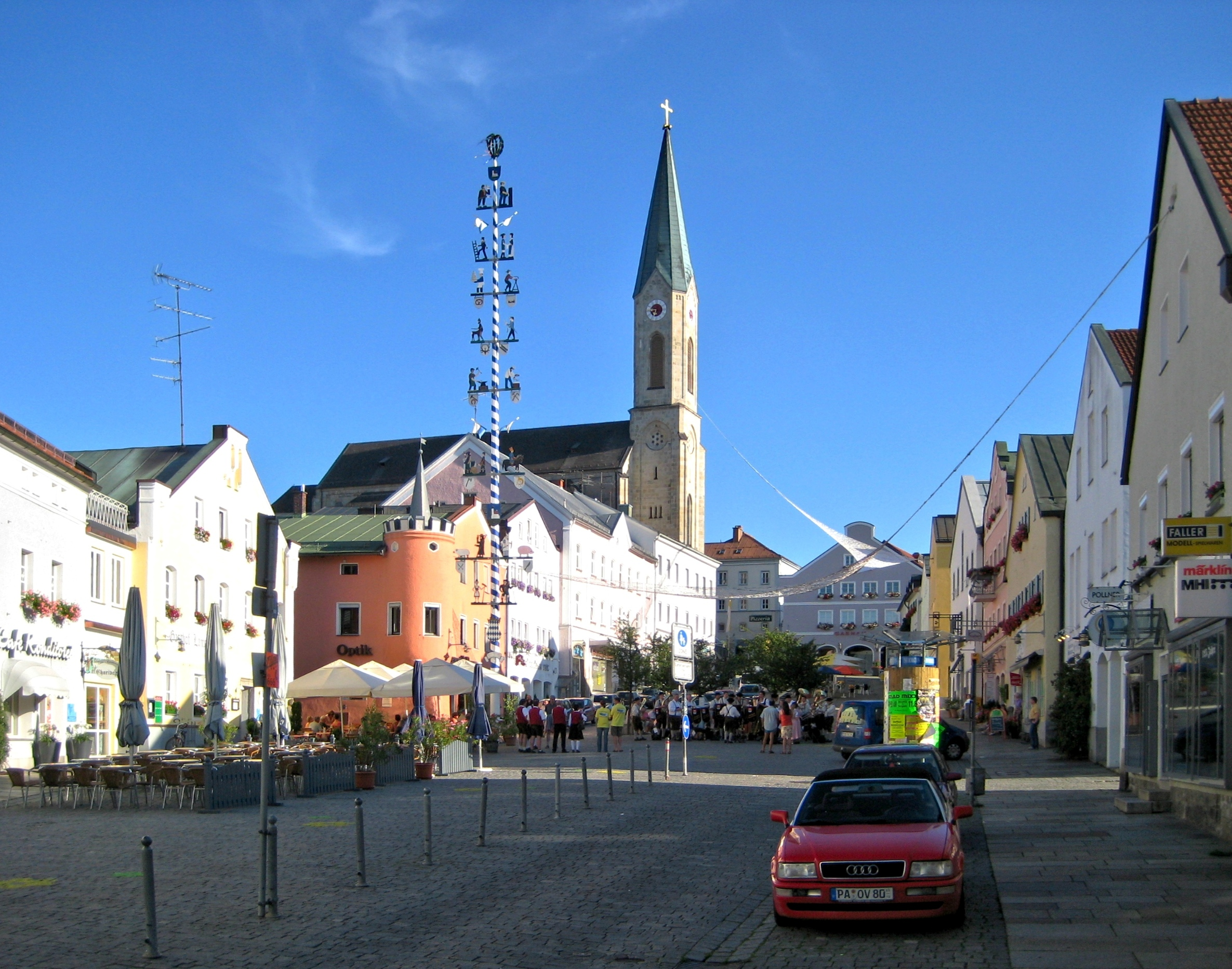
St. Peter und Paul
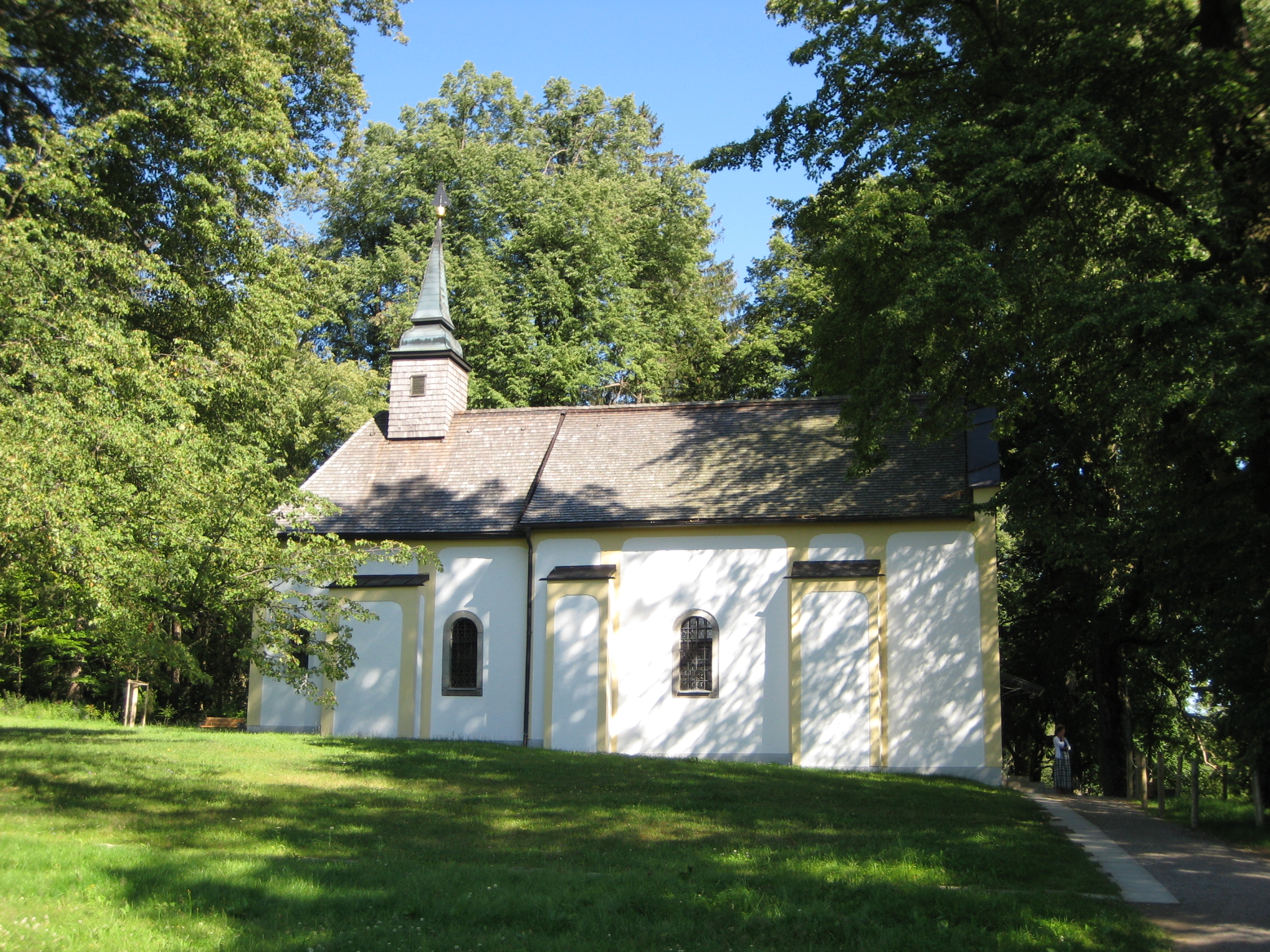
St. Karl Borromäus